# Philadelphia 76ers
O Philadelphia 76ers (também conhecido como Sixers) é um time de basquete profissional norte-americano baseado na área metropolitana da Filadélfia. Os 76ers competem na National Basketball Association (NBA) como membro da Conferência Leste na Divisão do Atlântico e jogam na Xfinity Mobile Arena. Fundada em 1946 e originalmente conhecida como Syracuse Nationals, é uma das mais antigas franquias da NBA e uma das oito únicas (de 23) que sobreviveu à primeira década da liga. O nome 76ers deriva da assinatura da Declaração de Independência dos Estados Unidos, na Filadélfia, em 1776.
Os 76ers tiveram uma história rica com muitos dos maiores jogadores da história da NBA tendo jogado pela organização, incluindo Wilt Chamberlain, Hal Greer, Billy Cunningham, Julius Erving, Moses Malone, Charles Barkley e Allen Iverson. Eles ganharam três títulos da NBA, seu primeiro título foi como Syracuse Nationals em 1955, o segundo título veio em 1967 e o terceiro título veio em 1983.
Os 76ers só voltaram às finais da NBA uma vez desde então: em 2001, onde eles foram liderados por Iverson e perderam para o Los Angeles Lakers em cinco jogos.

## História

### 1946–1963: Syracuse Nationals
Em 1946, o imigrante italiano Daniel Biasone enviou um cheque de US $ 5.000 para os escritórios da National Basketball League em Chicago, e o Syracuse Nationals tornou-se o time mais oriental da liga, baseado na cidade de Syracuse. O Syracuse Nationals começou a jogar na liga no mesmo ano em que o basquete profissional estava finalmente ganhando alguma legitimidade com o rival Basketball Association of America, que foi baseado em grandes cidades como Nova York e Filadélfia. Enquanto estava na NBL, com equipes consistindo em grande parte de pequenas cidades do Meio-Oeste, os Nationals tiveram um recorde de 21-23, terminando em quarto lugar. Nos playoffs, os Nationals seriam derrotados pelo vizinho do norte Rochester Royals em quatro jogos.

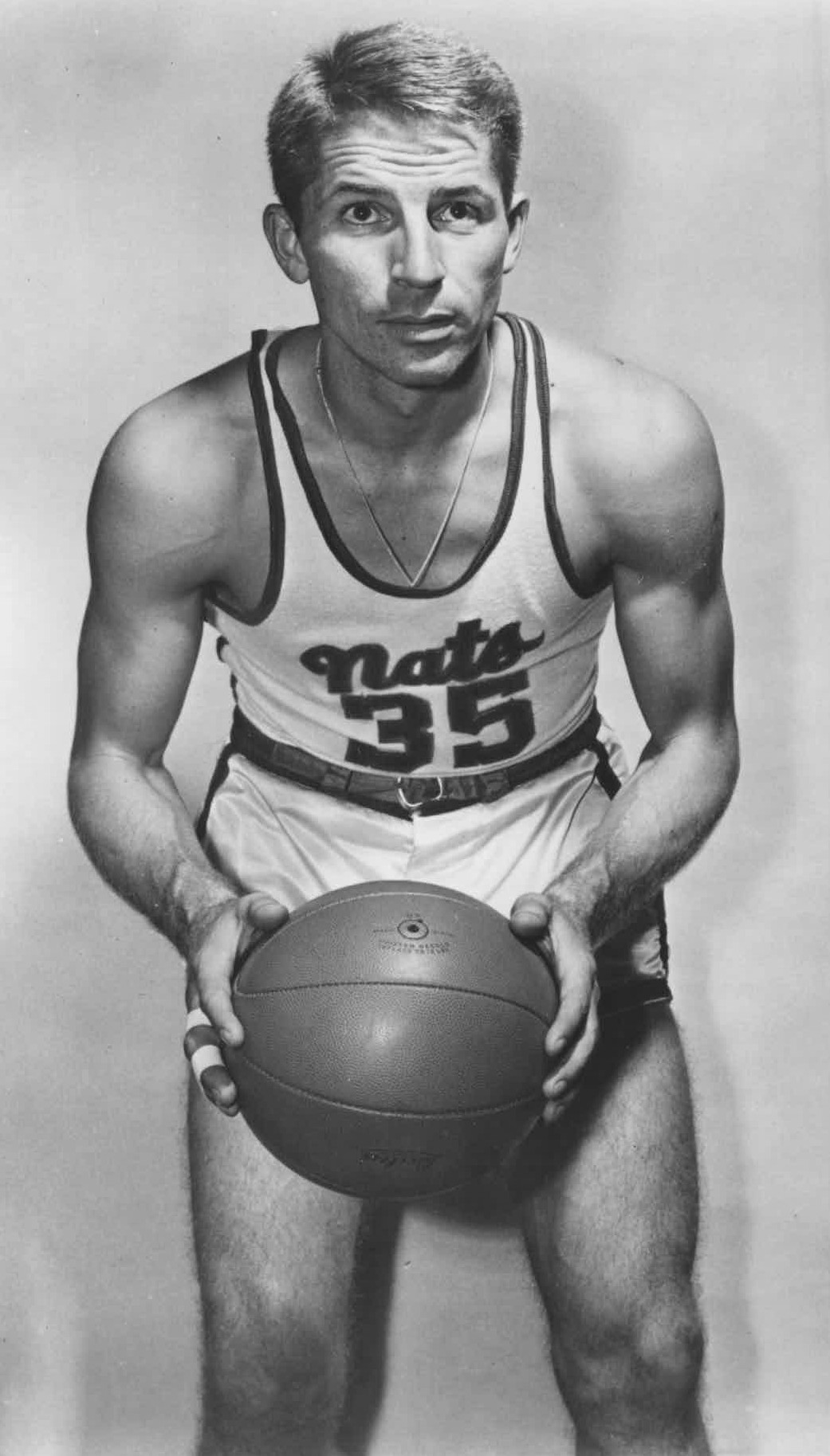
Depois de uma carreira estelar na Universidade de Syracuse, Billy Gabor juntou-se aos Nationals em 1948 e jogou na equipe durante toda a sua carreira de seis anos; ele ganhou um título em 1955.

Em sua segunda temporada, 1947-48, os Nationals terminaram em quinto lugar com um recorde de 24-36. A equipe foi para os playoffs e foram varridos pelo Anderson Duffey Packers em 3 jogos.
Várias equipes começaram a deixar a NBL para a BAA quando uma base para uma absorção foi estabelecida. A "receita para o sucesso" dos Nationals começou com o recrutamento de Leo Ferris. Permanecendo na NBL, Ferris contratou Al Cervi como jogador-treinador e superou o New York Knicks pelos serviços de Dolph Schayes, que fez sua estreia profissional, levando os Nationals a seu primeiro recorde positivo, 41-22. Nos playoffs, os Nationals eliminaram o Hammond Calumet Buccaneers mas foram eliminados nas semifinais pelos Anderson Duffey Packers pela segunda temporada consecutiva em quatro jogos. Em 1949, os Nationals foram uma das sete equipes da NBL que foram absorvidas pela National Basketball Association para formar a NBA.
Os Nationals foram um sucesso instantâneo na NBA, vencendo a Divisão Leste na temporada de 1949-50 com um recorde de 51-13. Nos playoffs, os Nationals continuaram a jogar um basquete sólido e venceram o Philadelphia Warriors por 2-0. Passando para as finais do leste, os Nationals enfrentaram o New York Knicks, derrotando seus rivais da cidade por 2-1. Nas finais da NBA, os Nationals enfrentaram o Minneapolis Lakers. No Jogo 1 das finais, os Nationals perderam apenas seu segundo jogo em casa na temporada, 68-66. A equipe não se recuperou e acabou perdendo a série por 3-1.
Apesar de várias equipes deixarem a NBA para a National Professional Basketball League antes da temporada de 1950-51, os Nationals decidiram permanecer na liga. Em sua segunda temporada na NBA, 1950-51, os Nationals jogaram um basquete medíocre durante toda a temporada e terminaram em quarto lugar com um recorde de 32-34. Nos playoffs, os Nationals tiveram suas melhores performances da temporada, incluindo a vitória na série contra o primeiro colocado da temporada regular, Warriors. Nas Finais Orientais, os Nationals foram derrotados pelo New York Knicks em uma série de 5 jogos, perdendo o jogo final por apenas 2 pontos.
Cervi, jogando menos e treinando mais, enfatizou um ataque paciente que liderou a liga na temporada de 1951-52 com 79,5 pontos por jogo. Os Nationals venceram a Divisão Leste com um sólido recorde de 40-26. Nos playoffs, os Nationals derrotaram novamente os Warriors em uma série de 3 jogos. Nas finais do leste, os Nationals foram derrotados novamente para o New York Knicks em quatro jogos.
Com um recorde de 47-24, os Nationals terminariam em segundo lugar na Divisão Leste na temporada de 1952-53. Nos playoffs, os Nationals enfrentariam o Boston Celtics perdendo o Jogo 1 por 87-81. Precisando de uma vitória em Boston para manter suas esperanças vivas, os Nationals levaria os Celtics a uma profunda prorrogação antes de perder na quarta prorrogação por 111-105. Esse é o jogo de playoff mais longo na história da NBA.
Os Nationals adquiriram Alex Groza e Ralph Beard quando o Indianapolis Olympians deixou a NBA com apenas 9 equipes na temporada de 1953-54. Mais uma vez, os Nationals ficaram em segundo lugar na Divisão Leste com um recorde de 42-30. Nos playoffs, os Nationals ganhariam todos os quatro jogos de um torneio envolvendo as três equipes do playoffs do leste. Nas finais do leste, os Nationals derrotaram os Celtics por 2-0. No entanto, nas finais da NBA, os Nationals perderiam para os Lakers em uma série de 7 jogos.

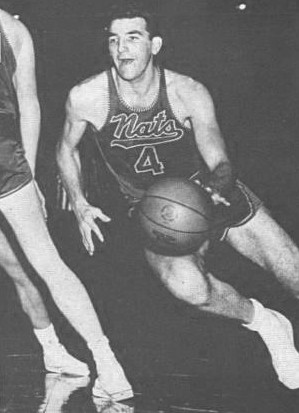
Dolph Schayes se juntou ao National Syracuse em 1949 e jogou com eles por toda a sua carreira; ele ganhou um título em 1955.

Com a NBA lutando financeiramente e com apenas 8 times na temporada de 1954-55, o dono do Nationals, Biasone, sugeriu que o campeonato limitasse a quantidade de tempo necessária para um arremesso, acelerando um jogo que terminava com longos períodos de equipes segurando a bola. O gerente geral dos Nationals, Ferris, calculou que um tempo de 24 segundos permitiria pelo menos 30 arremessos por trimestre, acelerando o jogo e aumentando a pontuação. Tendo 14 pontos a mais por jogo, o Shot Clock foi um sucesso instantâneo.
Na primeira temporada do relógio, os Nationals ficariam em primeiro lugar no leste com um recorde de 43-29. Os Nationals venceram os Celtics em quatro jogos para chegar às finais da NBA pela segunda temporada consecutiva. Nas finais, os Nationals ganharam os dois primeiros jogos em casa contra o Fort Wayne Pistons. No entanto, como a série mudou-se para Fort Wayne, os Pistons viraram a série para 3-2. De volta a Syracuse para o jogo 6, os Nationals ganharam por 109-104 e forçaram um sétimo jogo em casa. O Jogo 7 seria tão apertado quanto a série, George King converteu um lance livre para dar uma vantagem de 92-91 para os Nationals nos segundos finais. King iria roubar a bola selando assim o título dos Nationals.
Vindo do seu título da NBA, os Nationals teve dificuldade durante a temporada de 1955-56, precisando de um desempate com o New York Knicks para evitar terminar em último lugar e assim ir para os playoffs com um recorde de 35-37. Nos playoffs, os Nationals surpreenderam os Celtics e venceram a primeira rodada por 2-1. Nas Finais Orientais, os Nationals jogaram um basquete sólido e levararam o Philadelphia Warriors a um quinto jogo decisivo. No entanto, o reinado dos Nationals como campeões terminaria com uma derrota por 109-104 na Filadélfia.
Na temporada de 1956–57, os Nationals tiveram um começo lento e Al Cervi foi despedido e substituído por Paul Seymour. Sob o comando de Seymour, os Nationals se recuperariam e terminariam a temporada em segundo lugar com um recorde de 38-34. Nos playoffs, os Nationals tiveram dificuldade em derrubar o atual campeão Warriors mas venceram a série por 2-0. No entanto, os Nationals seriam varridos pelos eventuais campeões, Boston Celtics.
Fort Wayne e Rochester mudaram-se para Detroit e Cincinnati para a temporada de 1957-58, deixando o Syracuse Nationals como o último time de cidade pequena na NBA. Isso não importaria na quadra, já que os Nationals terminaram em segundo lugar com um recorde de 41-31. No entanto, nos playoffs, os Nationals cairiam na primeira rodada, perdendo a série por 2-1 para o Philadelphia Warriors.

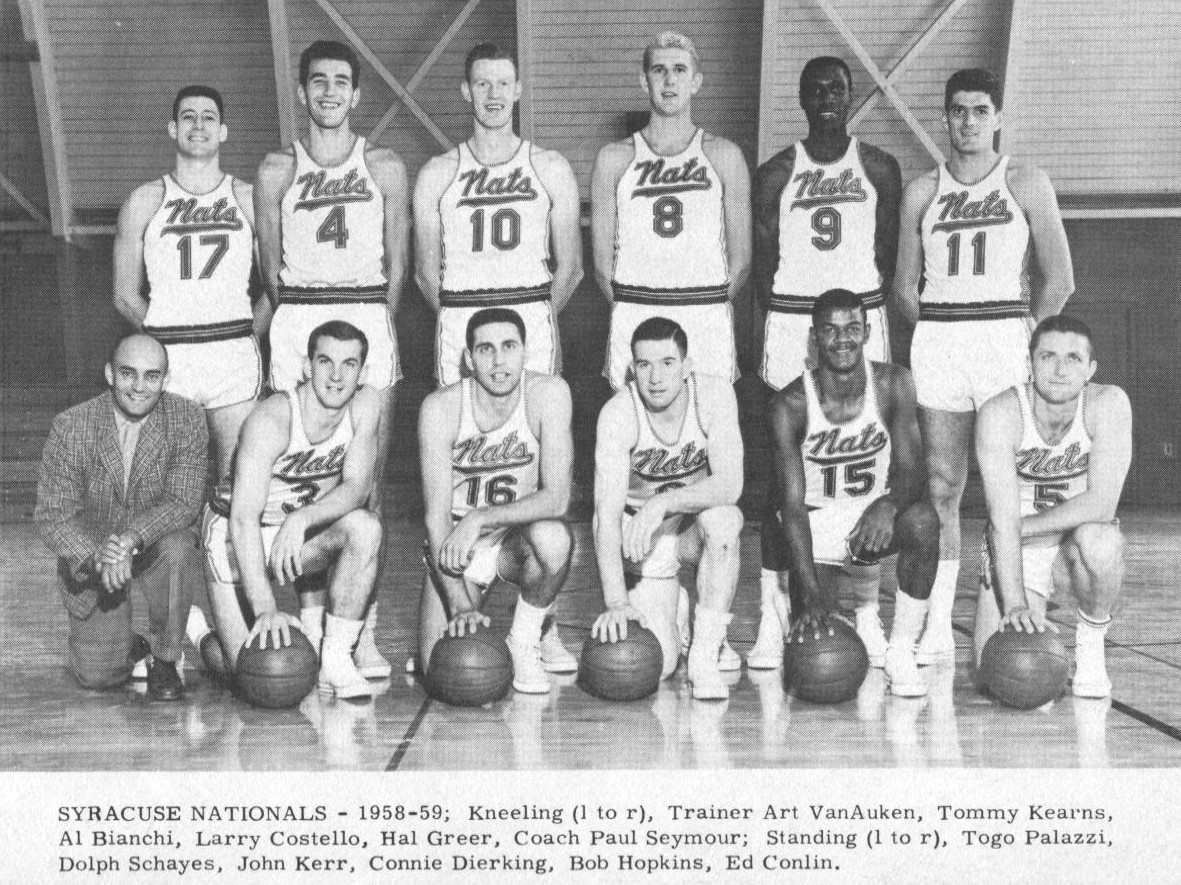
O Syracuse Nationals de 1958–59

Apesar de um recorde mediano de 35-37 na temporada de 1958-59, os Nationals foram para os playoffs novamente, terminando em terceiro lugar. Nos playoffs, a equipe venceu os Knicks por 2-0 para chegarem às finais orientais, onde deram ao eventual campeão Celtics tudo o que podiam, alternando vitórias antes de perder por 5 pontos no Jogo 7.

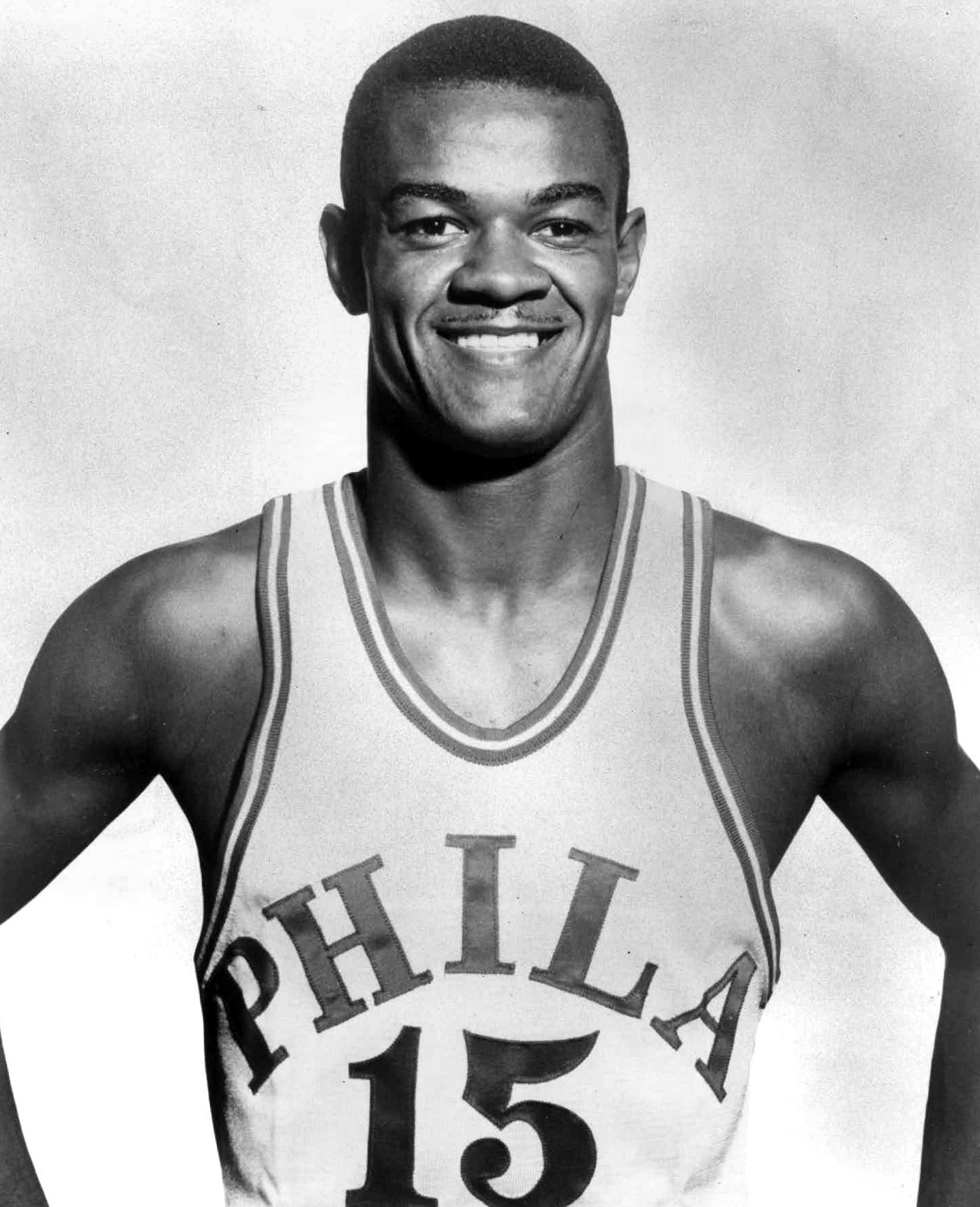
Hal Greer se juntou aos Nationals em 1958 e passou toda a sua carreira de 15 temporadas com a franquia; ele ganhou um título com a equipe em 1967.

Jogando em um campeonato agora dominado por superstars como Bill Russell do Boston Celtics, Wilt Chamberlain do Philadelphia Warriors e Bob Pettit do St. Louis Hawks, os Nationals mantiveram um bom recorde de 45-30, terminando em terceiro lugar na temporada de 1959-60. Nos playoffs, os Nationals perderiam uma série de 3 jogos para Chamberlain e os Warriors.
Com os Lakers se mudando de Minneapolis para Los Angeles antes da temporada de 1960-61, o Syracuse Nationals se tornou o último time da NBL a continuar jogando em sua cidade original na NBA. Os Nationals foram para os playoffs novamente, terminando em terceiro lugar com um recorde de 38-41. A equipe provou ser perigosa nos playoffs, pois surpreenderam os Warriors e venceram a série por 3-0. No entanto, nas finais do leste, os Nationals seriam novamente eliminados pelo eventual campeão Celtics por 4-1.
Dolph Schayes perdeu 24 jogos durante a temporada de 1961-62 e não conseguiu liderar a equipe pela primeira vez em 14 anos. Hal Greer assumiu esse papel fazendo 22,8 pontos por jogo. Os Nationals iriam terminar em terceiro lugar novamente com um recorde de 41-39. Nos playoffs, a equipe perdeu seus dois primeiros jogos para os Warriors. Enfrentando a eliminação, os Nationals venceram os dois próximos jogos para forçar um quinto jogo na Filadélfia. No entanto, no Jogo 5, os Warriors se mostraram muito fortes ao terminarem a temporada dos Nationals com uma vitória de 121-104.
Com um time que estava envelhecendo, os Nationals deveriam se enfraquecer, no entanto, com o jogo desarrumado de Johnny Kerr, os Nationals permaneceram como um forte candidato terminando a temporada de 1962-63 com um recorde de 48-32. Nos playoffs, a equipe perdeu para o Cincinnati Royals em cinco jogos.

### Relocação para Filadélfia

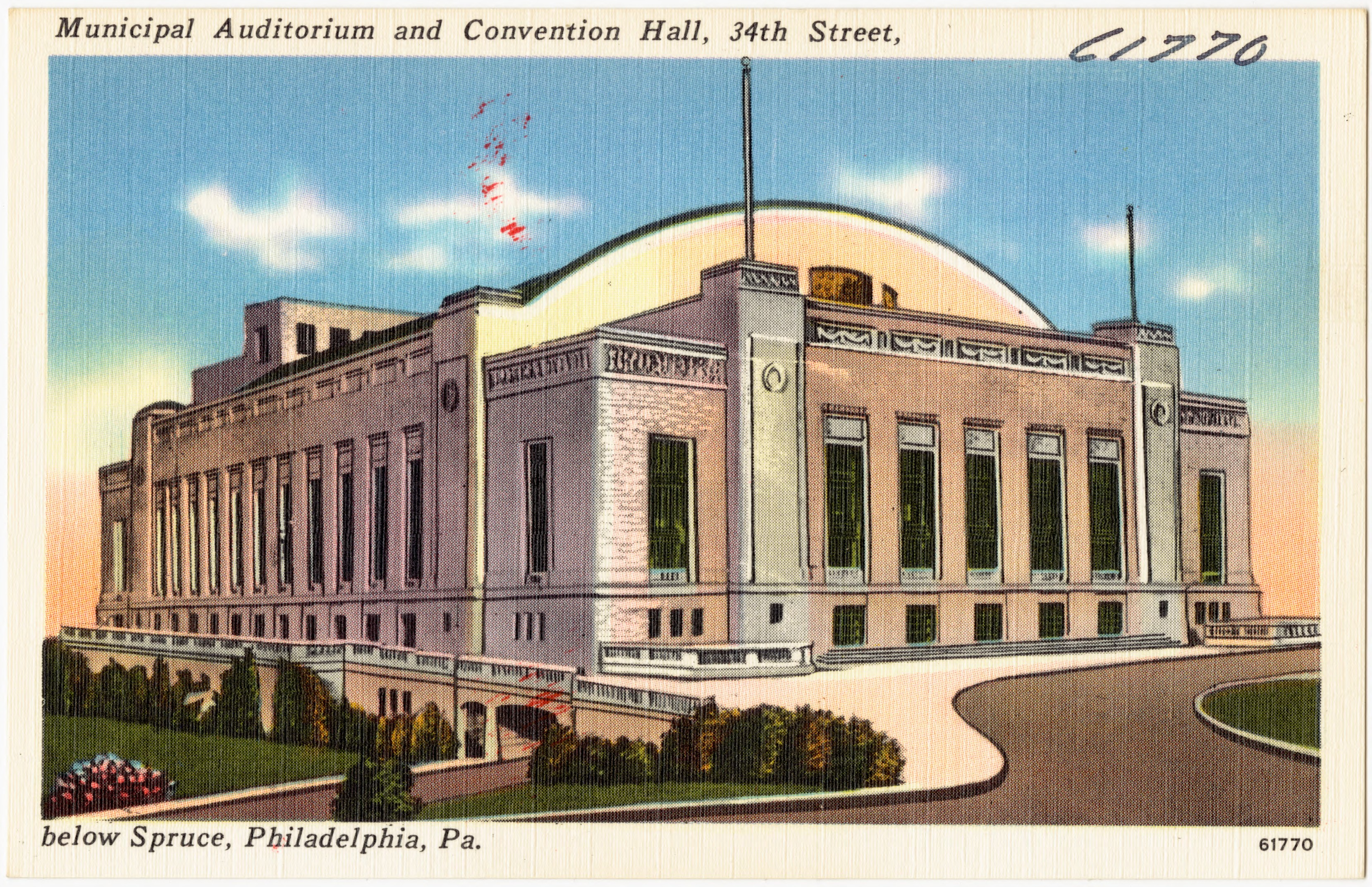
Convention Hall, casa anterior do Philadelphia Warriors de 1952 a 1962; foi a casa dos Sixers de 1963 a 1967.

A derrota nos playoffs em 26 de março de 1963 foi o último jogo do Syracuse National, já que os investidores Irv Kosloff e Ike Richman compraram a equipe de Danny Biasone e mudaram a franquia para a Filadélfia. Syracuse foi a última das cidades de tamanho médio a abrigar uma equipe da NBA, mas até então era evidente que o centro de Nova York já não era grande o suficiente para suportá-la. A NBA retornou assim à Filadélfia um ano depois de os Warriors terem partido para São Francisco.
Um concurso foi realizado para decidir o novo nome da equipe. O nome vencedor, escolhido por Walter Stalberg, foi o "76ers". O nome vem da assinatura da Declaração de Independência dos Estados Unidos, na Filadélfia, em 1776. Os redatores de jornais gostaram do nome porque foi facilmente encurtado para "Sixers" nas manchetes. O nome mais curto foi rapidamente aceito pela equipe para fins de marketing e, durante a maior parte do último meio século, "76ers" e "Sixers" foram oficialmente intercambiáveis.
Nos seus primeiros quatro anos na Filadélfia, os 76ers jogaram principalmente no Philadelphia Arena e no Civic Center-Convention Hall, com uma partida ocasional no The Palestra da Universidade da Pensilvânia. Dolph Schayes foi nomeado treinador principal, cargo que ocupou durante quatro anos (o primeiro como treinador-jogador).

### 1964-1967: Era Wilt Chamberlain

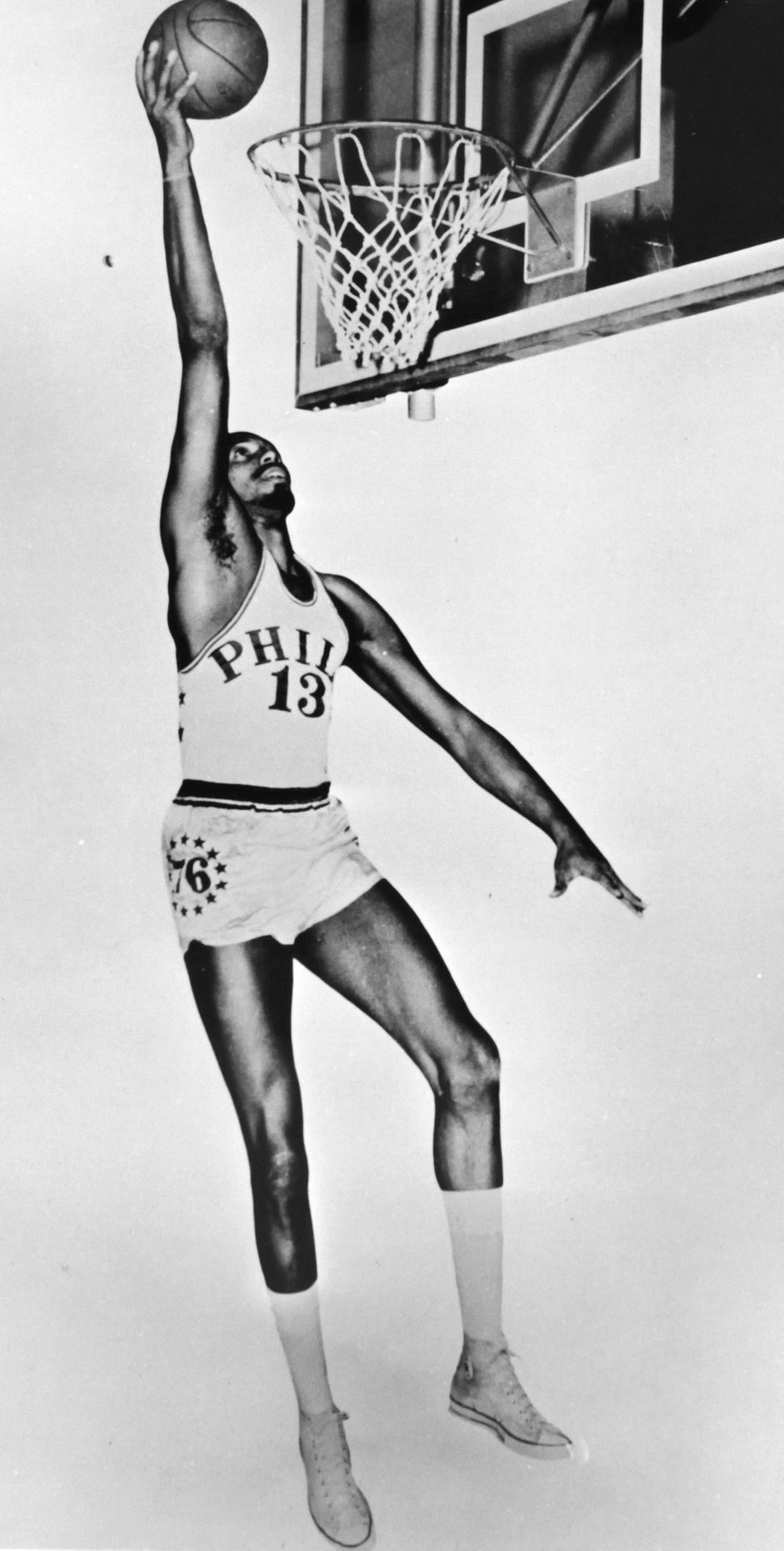
Wilt Chamberlain se juntou aos Sixers em 1965 e levou o time ao título da NBA em 1967.

Na temporada de 1964-65, os 76ers adquiriram o lendário Wilt Chamberlain dos Warriors; Chamberlain tinha sido uma lenda do ensino médio na Overbrook High School na Filadélfia e começou sua carreira com os Warriors, enquanto eles ainda estavam na Filadélfia. Os 76ers levariam os Celtics a sete jogos nas semifinais dos playoffs mas acabaram perdendo por 110-109.
Em 3 de dezembro de 1965, no meio de um jogo no Boston Garden, o co-proprietário Richman sofreu um ataque cardíaco e morreu na quadra.

#### Temporada de 1966-67
Liderados pelo técnico Alex Hannum, os 76ers tiveram uma temporada de sonho quando começaram com 46-4, a caminho de um recorde de 68-13, o melhor recorde na história da liga na época. Chamberlain, Billy Cunningham e Greer, junto com Chet Walker, Lucious Jackson e Wali Jones, levaram o time às semifinais. Desta vez, os 76ers venceram os Celtics em cinco jogos. No Jogo 5, quando os 76ers foram à vitória e às finais da NBA, os torcedores cantaram "Boston está morto!" - um símbolo de que o reinado de oito anos dos Celtas como campeão da NBA havia terminado.
As finais foram quase anticlimáticas. Os Sixers varreram o San Francisco Warriors em seis jogos e garantiu o seu segundo título da NBA. Os Sixers de 1966-67 foram eleitos o melhor time da história da liga durante a celebração do 35º aniversário da NBA.

### 1967-1976: queda dos 76ers
Na temporada de 1967-68, com um novo ginásio chamado The Spectrum, os 76ers estavam prontos para defender seu título. A equipe voltou para os playoffs e na revanche das semifinais do ano anterior, os 76ers sofreram uma virada depois de estarem ganhando a série por 3-1 para os Celtics.
No final da temporada, os 76ers trocaram Chamberlain para o Los Angeles Lakers por Archie Clark, Darrall Imhoff e Jerry Chambers. Na época, a troca parecia fazer algum sentido do ponto de vista dos 76ers. Chamberlain estava fazendo ruídos sobre ir para a ABA, e o gerente geral Jack Ramsay não queria arriscar deixá-lo ir embora por nada. No entanto, a troca de Chamberlain mandou os Sixers para uma queda livre, que Ramsay acelerou com a subsequente troca de Chet Walker para o Chicago Bulls.
Enquanto os 76ers em rápido declínio continuaram a competir pelas próximas três temporadas, eles nunca passaram da segunda rodada dos playoffs. Na temporada de 1971-72, apenas cinco anos depois de conquistar o título, os 76ers terminaram com um recorde de 30-52 e não foram para a pós-temporada pela primeira vez na história da franquia.

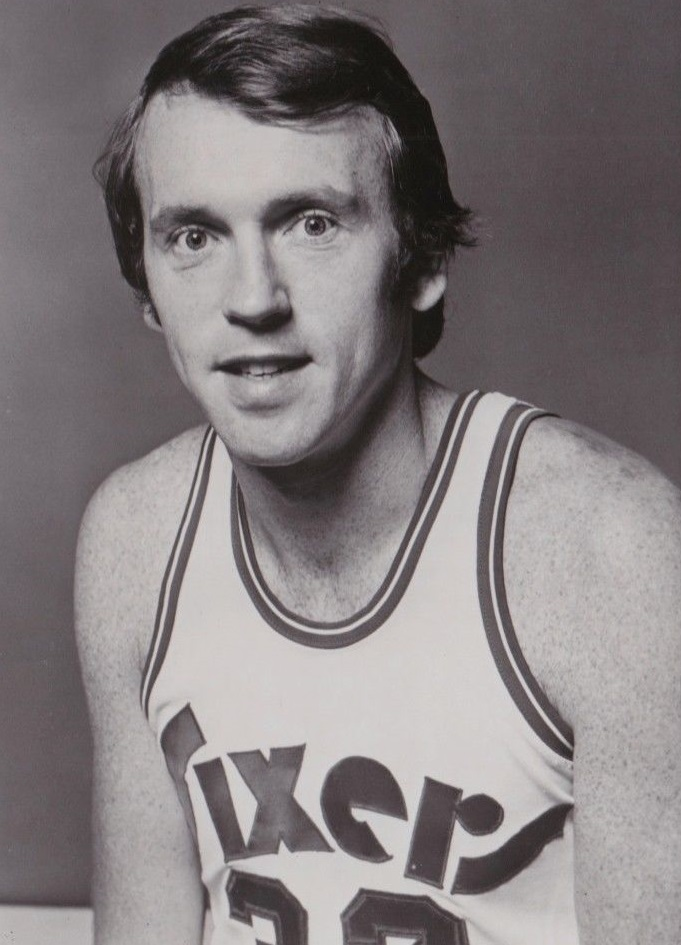
Billy Cunningham jogou nove temporadas com os Sixers, e depois os treinaria por mais oito temporadas.

O fundo do poço aconteceu na temporada de 1972-73. Os 76ers perderam seus primeiros 15 jogos da temporada e alguns meses depois estabeleceram uma série de 20 derrotas seguidas em uma única temporada. Os 76ers terminaram a temporada com um recorde de 9-73, com a cética imprensa da Filadélfia, chamando-os de "Nove e 73".
As nove vitórias entre 1972 e 1973 são o quarto menor número da história da NBA e continuam sendo o menor número para uma temporada completa de 82 jogos. As 73 derrotas continuam sendo a maior marca de todos os tempos para qualquer franquia da NBA. O percentual de vitórias de 0,110 dos 76ers foi o pior recorde na época, e ainda é o segundo mais baixo da história da NBA, quebrado apenas pelo Charlotte Bobcats de 2011 que teve 0,106. Os 76ers de 1972–73 são geralmente considerados o pior time que uma franquia da NBA já colocou na quadra.
No ano seguinte, os 76ers contrataram Gene Shue como treinador principal e eles voltaram lentamente. Na temporada de 1975-76, os 76ers adquiriu George McGinnis do Indiana Pacers da ABA. Com ele, os 76ers estavam de volta aos playoffs após uma ausência de cinco anos, e apesar de terem perdido para o Buffalo Braves em três jogos, um "Doctor" viria e deixaria a equipe saudável o suficiente para permanecer em disputa perene.

### 1976–1987: Era Julius Erving

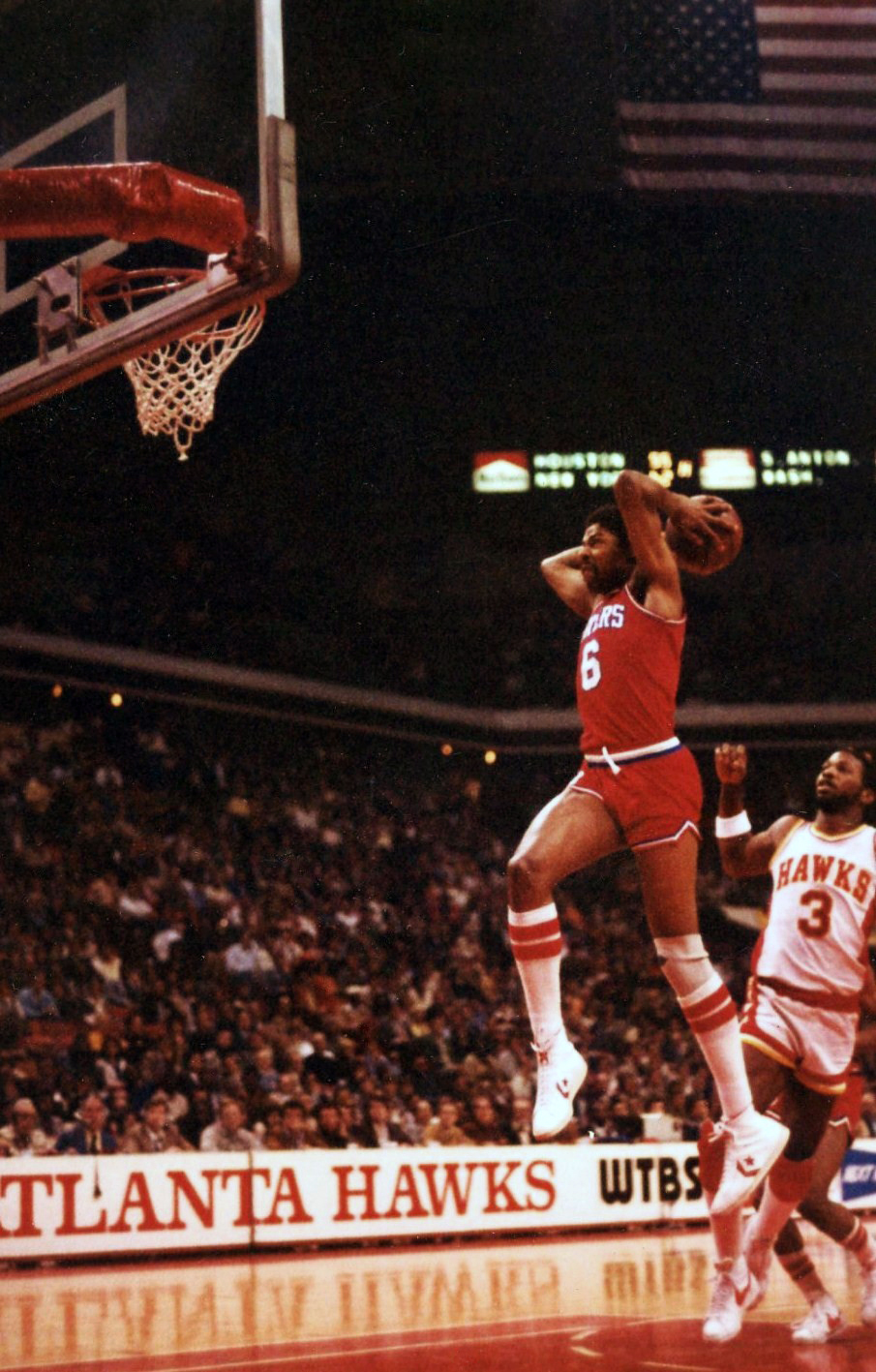
Julius Erving jogou 11 temporadas com os 76ers (1976-1987) e jogou em quatro finais da NBA, vencendo em 1983.

Os Sixers finalmente voltaram aos bons tempos na temporada de 1976-77, em grande parte devido a um subproduto da fusão ABA-NBA. Os últimos campeões da ABA, o New York Nets, estavam enfrentando o pagamento de quase US $ 5 milhões aos Knicks por "invadir" a área de Nova York, além da taxa de expansão de US $ 3,2 milhões por ingressar na NBA. Quando os Sixers se ofereceram para comprar o contrato de Julius Erving por US $ 3 milhões - mais ou menos o custo de ser membro da NBA - os Nets tinha pouca escolha a não ser aceitar.
Poucos meses antes desse negócio, Kosloff havia vendido os Sixers ao filantropo local, Fitz Eugene Dixon Jr., neto de George Dunton Widener e herdeiro da fortuna de Widener.
Liderados por Erving, os 76ers venceram o Boston Celtics e avançaram para as finais da Conferência Leste. Lá, eles derrotaram o Houston Rockets, liderado pelo futuro jogador dos 76ers, Moses Malone, por 4-2 para avançar para as finais da NBA. Nas finais, eles perderam para o Portland Trail Blazers liderados por Bill Walton por 4-2.
Na temporada de 1977–78, a equipe tinha o lema de "We owe you one". Isso acabaria saindo pela culatra quando eles perderam nas finais da conferência para o Washington Bullets, que ganhou o título da NBA. Nas próximas quatro temporadas, os 76ers não conseguiram ganhar o título da NBA. Nas finais da NBA de 1980 contra o Los Angeles Lakers, eles perderam por 4-2. Nas finais da Conferência Leste de 1981, eles abriram uma vantagem de 3-1 sobre os Celtics mas sofreram a virada e perderam por 4-3. Na temporada seguinte, os 76ers voltaram a enfrentar os Celtics nas finais da Conferência Leste, eles foram novamente para o Jogo 7 e desta vez, eles jogaram com raiva, chegando a uma vitória de 120-106. Nos momentos finais do jogo, os fãs do Boston Garden começaram a cantar "Beat LA, Beat LA". A equipe perdeu as finais de 1982 em seis jogos contra o Los Angeles Lakers.

#### Temporada de 1982-83

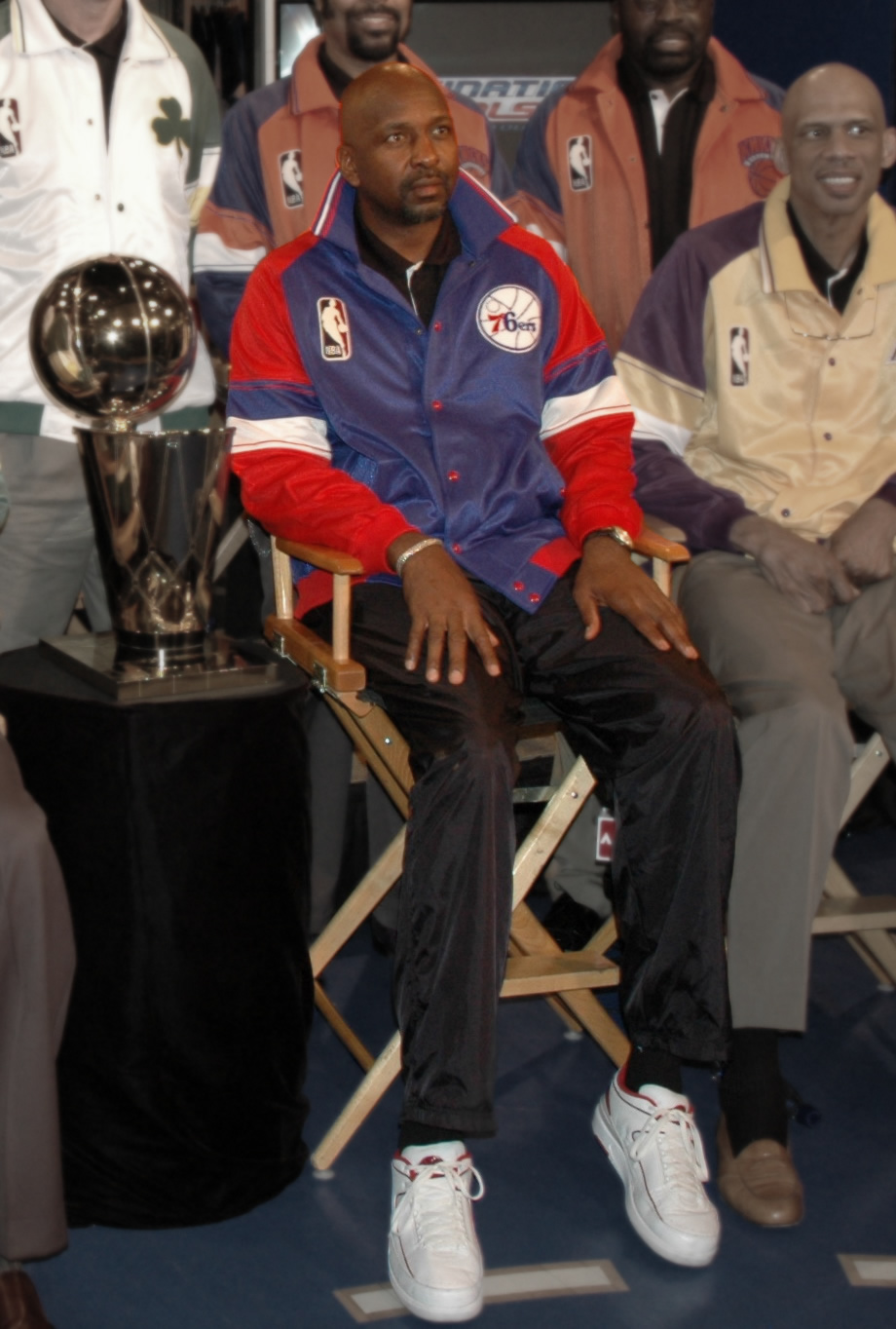
Moses Malone ganhou o prêmio de MVP em 1983, no mesmo ano em que levou os 76ers ao seu primeiro título em 16 anos.

Harold Katz comprou os 76ers de Dixon em 1981. Na temporada de 1982-83, eles adquiriram Moses Malone do Houston Rockets. Liderados por Julius Erving, Maurice Cheeks, Andrew Toney e Bobby Jones, eles dominaram a temporada regular e venceram 65 jogos. Esse é ainda o segundo ano mais vitorioso na história da franquia. Malone foi nomeado o MVP da Liga, e quando os repórteres perguntavam como os playoffs iriam correr, ele respondeu "quatro, quatro, quatro" - em outras palavras, dizendo que os 76ers precisavam vencer quatro jogos em cada uma das três rodadas. A mídia interpretou mal isso e assumiu que Moses estava prevendo que os 76ers varreriam as três rodadas para ganhar o título.
No entanto, os 76ers respaldaram o orgulho de Malone. Eles varreram o New York Knicks e o Milwaukee Bucks nas primeiras rodadas dos playoffs. Os 76ers ganhou seu terceiro título da NBA (e segundo na Filadélfia) em uma série de 4-0 sobre o Los Angeles Lakers.
Os 76ers não cumpriram bem a previsão de Malone, já que a sua campanha foi na verdade "quatro, cinco, quatro" - com uma derrota para os Bucks. O recorde de 12–1 nos playoffs está empatado com o Lakers de 2000-01 e o Golden State Warriors de 2016-17 como as equipes com menos derrotas na história da liga. O grupo da Filadélfia, Pieces Of A Dream, teve um pequeno sucesso em 1983 com a música "Fo-Fi-Fo", cujo título foi inspirado pelo gracejo de Malone. Isso também marcou o último título da Filadélfia até os Philadelphia Phillies ganharem a World Series de 2008.

#### Chegada de Charles Barkley
Depois de um decepcionante temporada de 1983-84, que terminou com uma derrota por 3-2 na série contra o New Jersey Nets na primeira rodada dos playoffs, Charles Barkley chegou na Filadélfia para a temporada de 1984-85. Pelas próximas oito temporadas, Barkley trouxe alegria para os fãs dos 76ers graças a seus modos humorísticos e às vezes controversos. Os Sixers retornou às finais da Conferência Leste na temporada de estreia de Barkley mas perdeu a série para o Boston Celtics por 4-1.
Eles nunca mais avançariam tão longe durante o tempo de Barkley na Filadélfia. Após a temporada de 1984-85, Matt Guokas substituiu Billy Cunningham como treinador principal. Guokas levou os 76ers para um recorde de 54-28 e a segunda rodada dos playoffs, onde foram derrotados pelos Milwaukee Bucks por 4-3.

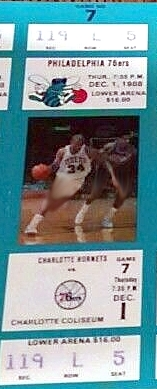
Um ingresso para um jogo de 1988-89 entre o 76ers e o Hornets.

Em 16 de junho de 1986, Katz fez dois dos mais polêmicos e altamente criticados movimentos na história da franquia: Moses Malone para Washington Bullets e a primeira escolha geral do draft de 1986 para o Cleveland Cavaliers. Em troca, os 76ers receberam Roy Hinson, Jeff Ruland e Cliff Robinson, nenhum dos quais jogou mais de três temporadas com a equipe. Cleveland, enquanto isso, transformou sua escolha adquirida no futuro All-Star, Brad Daugherty.
Na noite de abertura da temporada 1986-87, Julius Erving anunciou que se aposentaria após a temporada, que foi posteriormente preenchida com tributos em cada arena que os Sixers visitaram. Na quadra, a equipe sofreu com uma campanha infeliz, mas ainda conseguiu ir para os playoffs com um recorde de 45-37. Sua temporada terminaria nas mãos dos Bucks novamente, desta vez em uma série de 3-2.

### 1987–1992: Era Charles Barkley

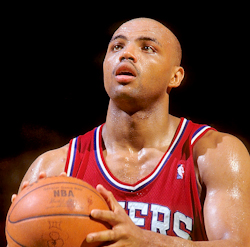
Charles Barkley passaria oito temporadas com os Sixers.

Na temporada de 1987-88, com o recorde de 20-23, Guokas foi demitido e substituído pelo assistente técnico, Jim Lynam. Lynam terminou a temporada em 16-23, levando o recorde geral da Philadelphia para 36-46. Pela primeira vez desde a temporada de 1974-75, os Sixers não conseguiram chegar aos playoffs. A equipe selecionou Charles Smith como sua primeira escolha (terceira no geral) no draft de 1988 e depois trocou seus direitos para o Los Angeles Clippers pela sua primeira escolha (sexta no geral) e Hersey Hawkins. Em cinco temporadas com os 76ers, Hawkins teve média de 19 pontos e foi o líder de todos os tempos em arremessos de três pontos tentados e feitos quando ele foi negociado para o Charlotte Hornets por Dana Barros, Sidney Green e picks de draft.
Na temporada de 1988-89, Philadelphia retornou aos playoffs após uma ausência de um ano mas foi eliminado na primeira rodada pelo New York Knicks. Na temporada de 1989-90, Barkley terminou em segundo na votação de MVP e os Sixers venceu o título da Divisão do Atlântico com um recorde de 53-29. Depois de derrotar Cleveland na primeira rodada dos playoffs, Philadelphia enfrentou Michael Jordan e o Chicago Bulls na segunda rodada. Os 76ers perderam para o Chicago Bulls, e faria o mesmo em 1991, depois de varrer os Bucks na primeira rodada.
Na temporada de 1991-92, os 76ers tiveram um recorde de 35-47 e não foram para os playoffs pela segunda vez durante as oito temporadas de Barkley na Filadélfia. Em 17 de junho de 1992, Barkley foi negociado para a Phoenix Suns por Jeff Hornacek, Tim Perry e Andrew Lang, um acordo que foi recebido com duras críticas.

### 1992-1996: Idade das trevas
Na temporada de 1991–92, Lynam renunciou à sua posição de treinador principal para se tornar gerente geral e contratou Doug Moe para preencher a vaga. A posse de Moe durou apenas 56 jogos com o Sixers tendo um recorde de 19-37. O ex-jogador e assistente técnico de longa data, Fred Carter, sucedeu Moe como treinador principal em março de 1993, mas só conseguiu um recorde de 32-76 no comando. Após a temporada de 1993-94, os 76ers contratou John Lucas no papel duplo de treinador principal e gerente geral. Isso foi desastroso, já que a equipe teve um recorde de 42-122 em suas duas temporadas sob o comando de Lucas. A aquisição de agentes livres improdutivos como Scott Williams e Charles Shackleford, a contratação de jogadores no final de suas carreiras como LaSalle Thompson, Orlando Woolridge e Scott Skiles, juntamente com escolhas altas e incrivelmente insensatos como Shawn Bradley e Sharone Wright também foram fatores que contribuíram com o declínio da equipe.

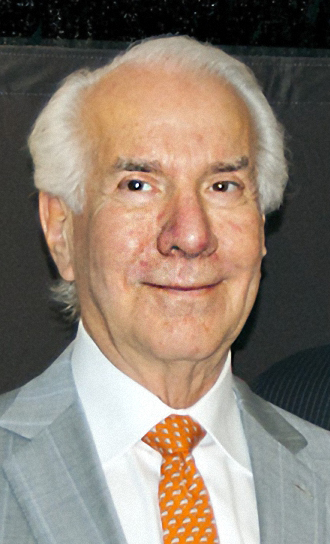
Ed Snider comprou os 76ers em 1996.

Entre as temporada de 1990-91 e temporada de 1995-96, os 76ers tiveram a dúbia distinção de ver sua queda total de vitórias a cada ano. O ponto mais baixo foi a temporada de 1995-96, quando terminaram com um recorde de 18-64, o segundo pior da história da franquia na época. Foi também o segundo pior recorde na liga naquele ano, à frente apenas do Vancouver Grizzlies em sua temporada inaugural.
Aquela temporada seria a última jogado no The Spectrum. Katz, impopular entre os fãs desde os negócios de 1986, vendeu a equipe para a Comcast Spectacor, um consórcio da proprietária do Philadelphia Flyers, Ed Snider, no final da temporada de 1995-96. Pat Croce, ex-treinador dos Flyers e Sixers, assumiu a presidência.
Muitos fãs dos 76ers chamam esses anos de "A Idade das Trevas". No entanto, depois de muitos anos de infelicidade, houve um ponto brilhante. A equipe ganhou na loteria para a primeira escolha no draft de 1996. Com a primeira escolha, os Sixers encontraram sua "Resposta": Allen Iverson.

### 1996–2006: Era Allen Iverson
Com novos donos, Iverson como estrela e os 76ers começando a jogar no CoreStates Center, as coisas pareciam finalmente seguir em uma direção positiva. Croce demitiu Lucas como treinador e gerente geral. Johnny Davis foi nomeado treinador principal e Brad Greenberg assumiu como gerente geral. Iverson foi nomeado Rookie of the Year, mas a melhoria geral da Philadelphia foi mínima, já que eles terminaram com um recorde de 22-60.
Depois da temporada de 1996-97, Davis e Greenberg foram demitidos e a inauguração de um novo logotipo e camisetas marcou uma nova era. Para substituir Davis, Larry Brown foi contratado como treinador principal. Conhecido por uma abordagem defensiva e pela transformação de equipes mal-sucedidas em vencedores, Brown enfrentou talvez seu maior desafio como treinador. Apesar de alguns confrontos que ele teve com Iverson, os 76ers melhorou para 31 vitórias na temporada de 1997-98. No início dessa temporada, os Sixers trocaram Jerry Stackhouse, que havia sido a terceira escolha geral no draft de 1995, para o Detroit Pistons. Em troca, Philadelphia recebeu Aaron McKie e Theo Ratliff, destaques defensivos que teriam impacto no ressurgimento da equipe. Outra figura importante na ascensão da equipe, Eric Snow, foi acrescentada em uma troca com o Seattle SuperSonics em janeiro de 1998.
Antes da temporada de 1998-99, os 76ers contrataram George Lynch e Matt Geiger, mas uma greve atrasou o início da temporada, que foi reduzido para 50 jogos. Durante a temporada, Philadelphia adquiriu Tyrone Hill em uma troca com o Milwaukee Bucks. A equipe começou seu ressurgimento durante esta temporada reduzida, terminando com um recorde de 28-22 e a sexta vaga da Conferência Leste nos playoffs, marcando a primeira vez desde 1991 que a equipe chegou à pós-temporada. Na primeira rodada, Philadelphia derrotou o Orlando Magic por 3-1, antes de ser derrotado pelo Indiana Pacers.
Na temporada seguinte, os Sixers tiveram um recorde de 49-33, o quinto na Conferência Leste. Mais uma vez, os Sixers ganharam sua primeira rodada em quatro jogos, desta vez derrotando o Charlotte Hornets. Pelo segundo ano consecutivo, eles foram derrotados por Indiana na segunda rodada, desta vez em seis jogos. Embora a equipe estivesse se movendo em uma direção positiva, Iverson e Brown continuaram em conflito e seu relacionamento se deteriorou a ponto de parecer certo que Iverson seria negociado. Um acordo complicado de quatro equipes que teria enviado Iverson para Detroit foi acordado mas ele foi dissolvido devido a problemas salariais. Quando ficou claro que Iverson ficaria na Filadélfia, ele e Brown trabalharam para consertar as coisas e a equipe colheria os benefícios na temporada de 2000-01.

#### Temporada 2000–01

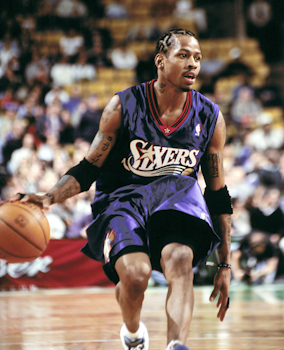
Iverson ganhou o prêmio de MVP da NBA em 2001 enquanto liderava os 76ers para as finais da NBA.

Durante a temporada de 2000-01, os 76ers tiveram um começo quente ao vencer seus primeiros dez jogos e nunca foi seriamente desafiado na Divisão do Atlântico. Larry Brown treinou o All-Stars da Conferência Leste e Allen Iverson foi nomeado o MVP do All-Star Game. Pouco antes do intervalo do All-Star, Theo Ratliff teve uma lesão no pulso que mais tarde viria a ser devastador para sua carreira. Apesar de manter um recorde de 41-14 e uma liderança confortável na Divisão do Atlântico e da Conferência Leste na época, a administração sentiu que a equipe precisava de um pivô para avançar nos playoffs. Naquele dia, Philadelphia adquiriu Dikembe Mutombo do Atlanta Hawks em um acordo que mandou o lesionado Ratliff junto com Nazr Mohammed, Toni Kukoč e Pepe Sánchez para Atlanta (Sánchez foi readquirido mais tarde na temporada depois que os Hawks o dispensaram). Os 76ers terminaram com um recorde de 56-26, ganharam o primeiro título na Divisão do Atlântico desde 1989-90 e a primeira colocação na Conferência Leste.
Na primeira rodada dos playoffs, Philadelphia venceram os Pacers por 3-1. Nas semifinais da Conferência Leste, os Sixers enfrentaram o Toronto Raptors e seu superstar, Vince Carter. As equipes alternaram vitórias nos quatro primeiros jogos, com Iverson marcando 54 pontos na vitória do Philadelphia na segunda partida. No Jogo 7, os 76ers ganharam por 88-87.
Na Conferência Leste contra os Milwaukee Bucks, eles ganharam a série por 4-3 indo para as finais da NBA pela primeira vez desde 1983. Assim como em suas três finais anteriores, seu oponente seria o Los Angeles Lakers, que havia conseguido um recorde de 11-0 nas primeiras três rodadas dos playoffs e era esperado que ganhassem rapidamente de uma equipe esgotada dos 76ers.

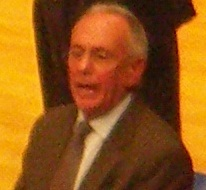
Larry Brown, que treinou os 76ers de 1997 a 2003, foi nomeado Treinador do Ano em 2001.

No primeiro jogo, os 76ers venceu por 107-101 em um jogo que ficou conhecido pela jogada que Iverson acertou um arremesso e depois pisou em cima de Tyronn Lue. Mesmo com um bom início dos 76ers, os Lakers deram a volta por cima e ganharam a série por 4-1.
Além dos títulos da Divisão do Atlântico e da Conferência Leste, a temporada de 2000-01 dos 76ers apresentaram o MVP da NBA (Iverson), o Treinador do Ano (Brown), o Jogador Defensivo do Ano (Mutombo) e o Sexto Homem do Ano (Aaron McKie).

#### Partida de Larry Brown
Os 76ers entraram na temporada de 2001-02 com altas expectativas, mas conseguiram produzir apenas um recorde de 43-39, sendo o sexto na Conferência Leste. Na primeira rodada dos playoffs, Philadelphia foi derrotada por 3-2 pelo Boston Celtics. Na temporada de 2002-03, os 76ers tiveram um início de 15-4, mas teve uma caida de 10-20 que os deixou com um recorde de 25-24 no intervalo do All-Star. Após o intervalo, os 76ers pegaram fogo, vencendo 23 de seus últimos 33 jogos para terminar com um recorde de 48-34, ganhando a quarta vaga nos playoffs da Conferência Leste. Iverson marcou 55 pontos na abertura da série dos playoffs contra o New Orleans Hornets e o Sixers ganhou a série por 4-2. Na segunda rodada, o Detroit Pistons encerrou os playoffs de Philadelphia em uma frustrante série de seis jogos. Seriam nove anos até os Sixers ganharem outra série de playoffs.
Em 26 de maio de 2003, Brown renunciou abruptamente como treinador, assumindo o Detroit Pistons alguns dias depois. Os Pistons venceriam o título da NBA de 2004 contra o Los Angeles Lakers, em alguns aspectos vingando sua derrota para eles em 2001. Depois de ter sido rejeitado por Jeff Van Gundy e Eddie Jordan, os 76ers contrataram Randy Ayers, assistente técnico de Brown, como seu novo treinador principal. Ayers durou apenas 52 jogos e foi demitido com o recorde de 21-31. Chris Ford assumiu, mas os 76ers terminou a temporada de 2003-04 com um recorde de 33-49, perdendo os playoffs pela primeira vez em seis anos. Iverson, que estava em desacordo com Ford durante todo o período de treinador interino, jogou apenas 48 jogos em uma temporada tempestuosa e lesionada.

#### Chegada de Andre Iguodala

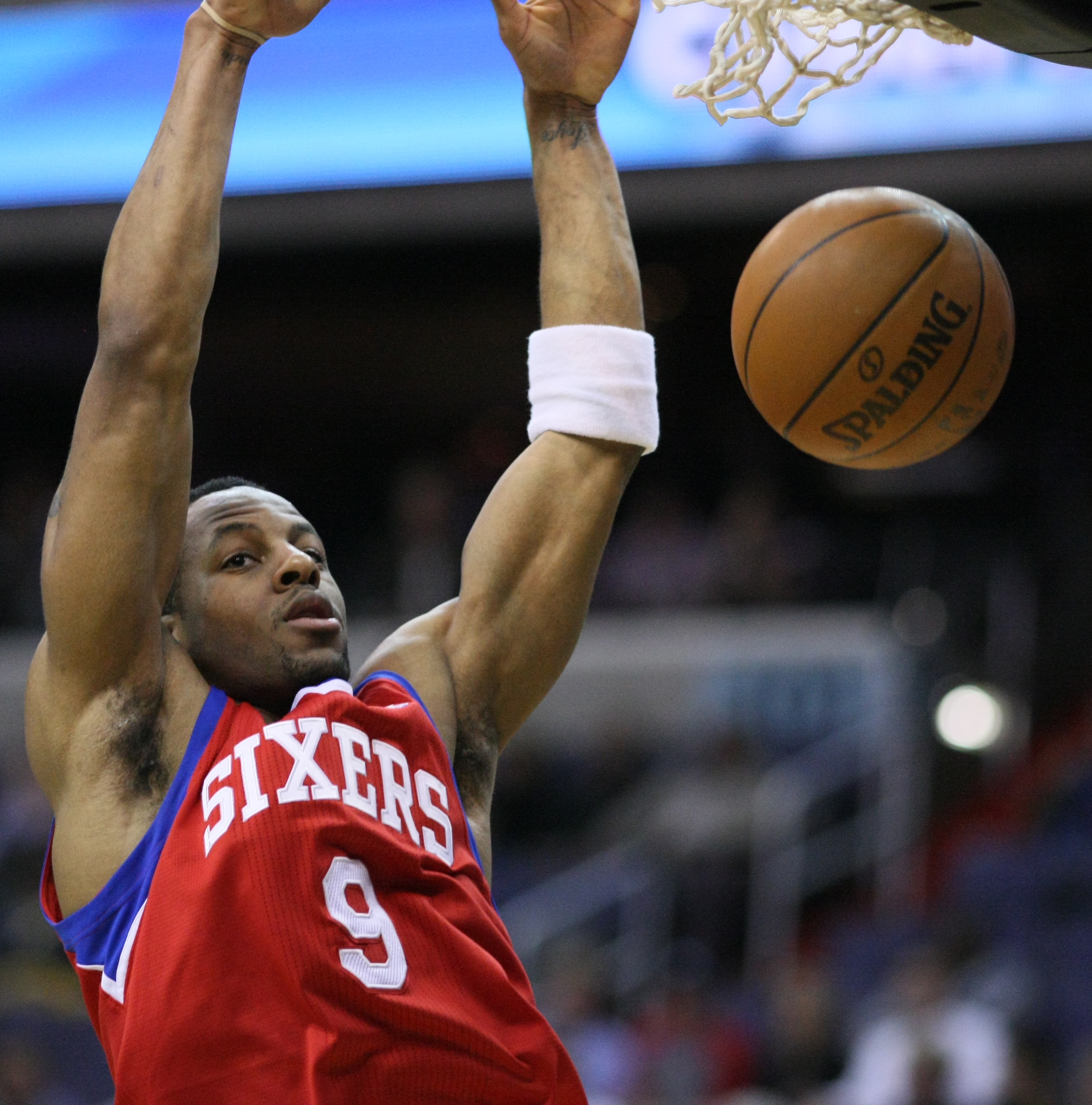
Andre Iguodala foi selecionado pelos 76ers em 2004

Para a temporada de 2004-05, Jim O'Brien foi nomeado treinador principal. Iverson floresceu, tendo indiscutivelmente sua melhor temporada. Ele também impressionou muitos com sua disposição em envolver outros jogadores. Durante esta temporada, Philadelphia adquiriu Chris Webber, com a esperança de que a equipe tivesse finalmente encontrado uma consistente segunda opção de pontuação para aliviar Iverson. Andre Iguodala, escolha de primeira rodada no draft de 2004, foi nomeado para o All-Rookie First Team, e os 76ers retornaram à pós-temporada com um recorde de 43-39. Na primeira rodada, eles foram derrotados em cinco jogos pelos Pistons, treinados por Larry Brown.
Nessa temporada, os 76ers excederam as expectativas na quadra pois havia muita tensão nos bastidores entre O'Brien, seus jogadores e a diretoria. Logo após o fim da temporada, O'Brien foi demitido e substituído por Maurice Cheeks, que jogou pelo time de 1978 a 1989. No entanto, a mudança de treinador não ajudou a sorte da equipe para a temporada de 2005-06. Um trecho de 2-10 em março os condenou a perder os playoffs pela segunda vez em três anos com um recorde de 38-44.
Os 76ers começaram bem na temporada de 2006–07, tendo 3-0 pela primeira vez desde que chegou às finais, cinco anos antes. No entanto, eles tropeçaram na primeira metade da temporada e não conseguiram se recuperar, terminando com um recorde de 35-47, sendo o terceiro na Divisão do Atlântico e nono na Conferência Leste (empatada com o Indiana Pacers).
Em 5 de dezembro de 2006, desapontado com o rumo que a equipe estava tomando, Allen Iverson deu um ultimato à diretoria dos 76ers: encontrar jogadores que me ajudassem ou me trocar. Isto foi confirmado através de uma entrevista com o dono da equipe, Ed Snider.

### 2006–2012: Era pós-Iverson
Em 19 de dezembro de 2006, Allen Iverson, junto com Ivan McFarlin, foram enviados para o Denver Nuggets em troca de Andre Miller, Joe Smith e de duas escolhas na primeira rodada.
Essa troca permitiu aos 76ers fazer de Iguodala o líder inquestionável da equipe e avaliar se o viam como um líder da franquia. Os Sixers tinha começado o ano 3-0, em seguida, foi 5-10 antes de Iverson deixar a equipe. Eles tropeçariam em uma sequência de oito derrotas; no entanto, eles conseguiram terminar a temporada com uma nota alta. Eles terminaram a temporada com um recorde de 35-47.

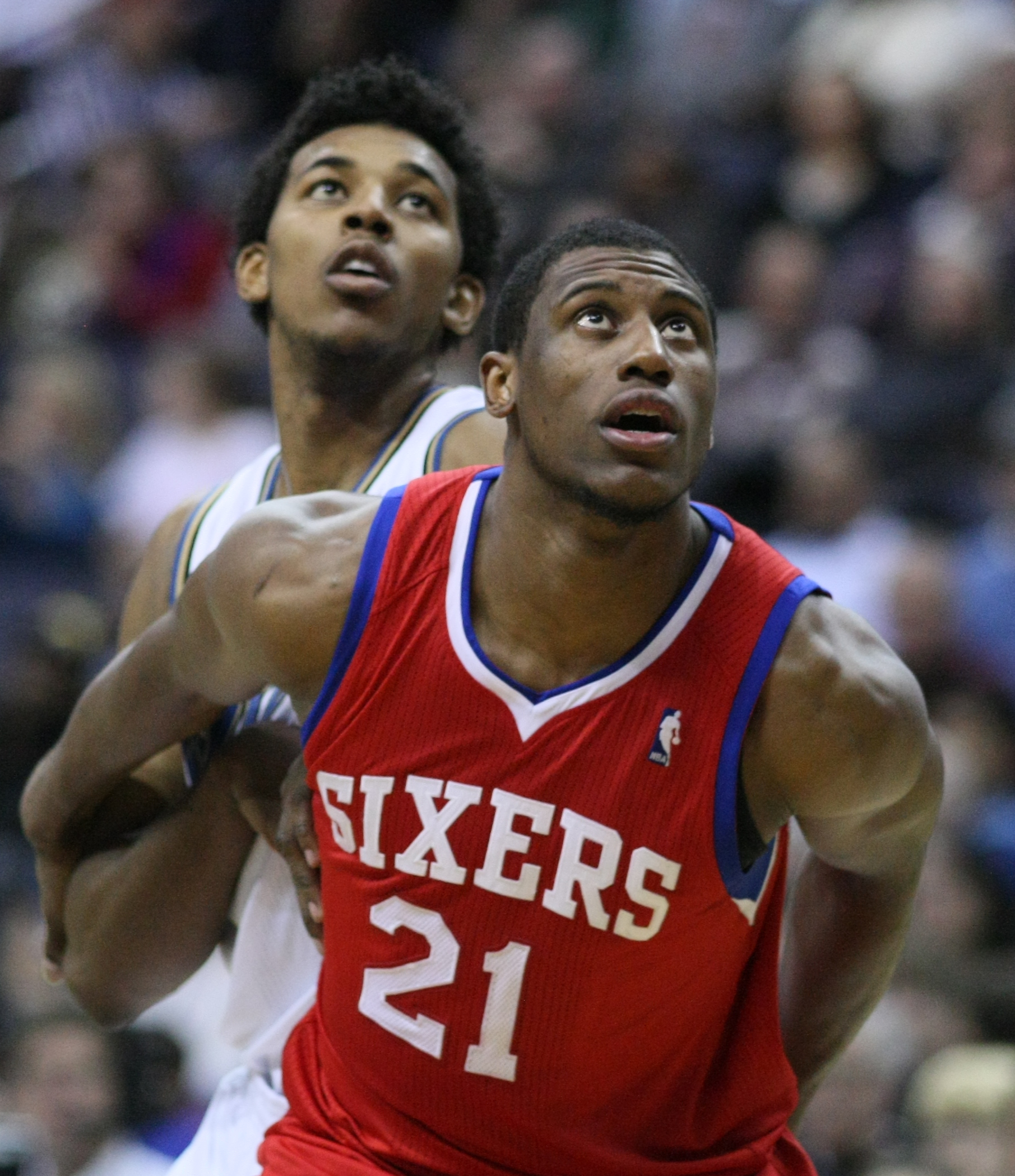
Thaddeus Young foi a primeira escolha de draft dos 76ers na era pós-Iverson.

Os Sixers selecionou Thaddeus Young, de Georgia Tech, com a décima segunda escolha no draft de 2007. Em 4 de dezembro de 2007, os Sixers demitiram King e o substituiram pelo gerente geral dos Nets, Ed Stefanski.
Com Iguodala, os Sixers se classificaram para os playoffs com uma vitória sobre o Atlanta Hawks em 4 de abril de 2008. Essa foi a primeira vez que a equipe foi para a pós-temporada desde 2005, bem como a primeira na era pós-Iverson. No entanto, eles foram derrotados pelo Detroit Pistons em seis jogos. Mesmo com essa eliminação, muitos torcedores consideraram esta uma temporada bem-sucedida.

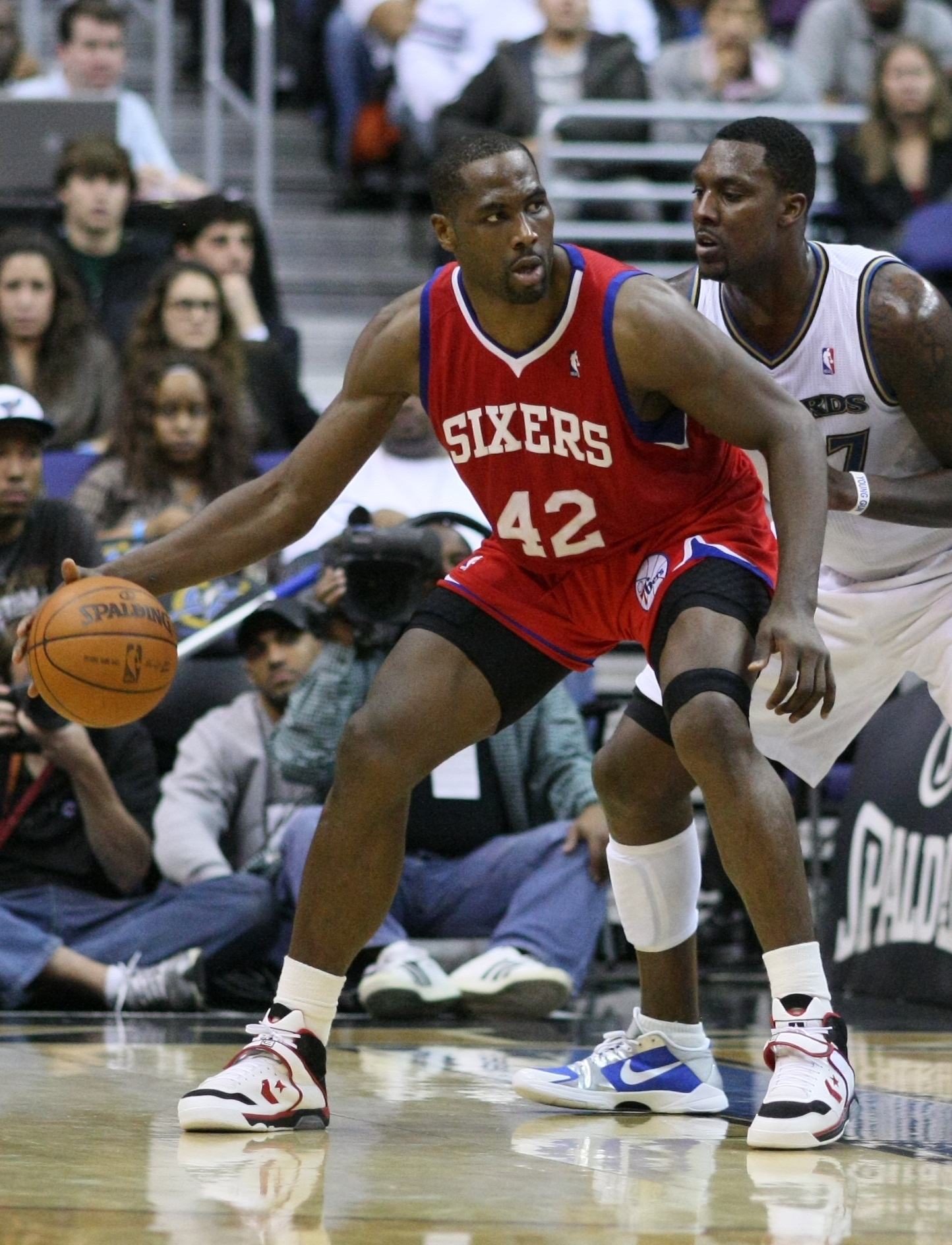
Elton Brand assinou por cinco anos com os Sixers em 2008

Na temporada seguinte, os Sixers não conseguiram encontrar a forma que os levou aos playoffs. A equipe começou o ano com um recorde de 9-14 antes de demitir o técnico Maurice Cheeks em 13 de dezembro. O gerente-geral assistente, Tony DiLeo, assumiu o comando e os Sixers gradualmente melhoraram. Eles terminaram a temporada com um recorde de 41-41. Na primeira rodada dos playoffs, eles enfrentaram o Orlando Magic. Três dos quatro primeiros jogos da série proporcionaram heroísmo no final do jogo. Iguodala e Young fizeram cestas vencedoras nos Jogos 1 e 3, respectivamente, enquanto Hedo Türkoğlu, do Orlando, foi o vencedor do jogo 4. Assim como nos playoffs do ano anterior, os Sixers foram eliminados depois de 5 jogos.

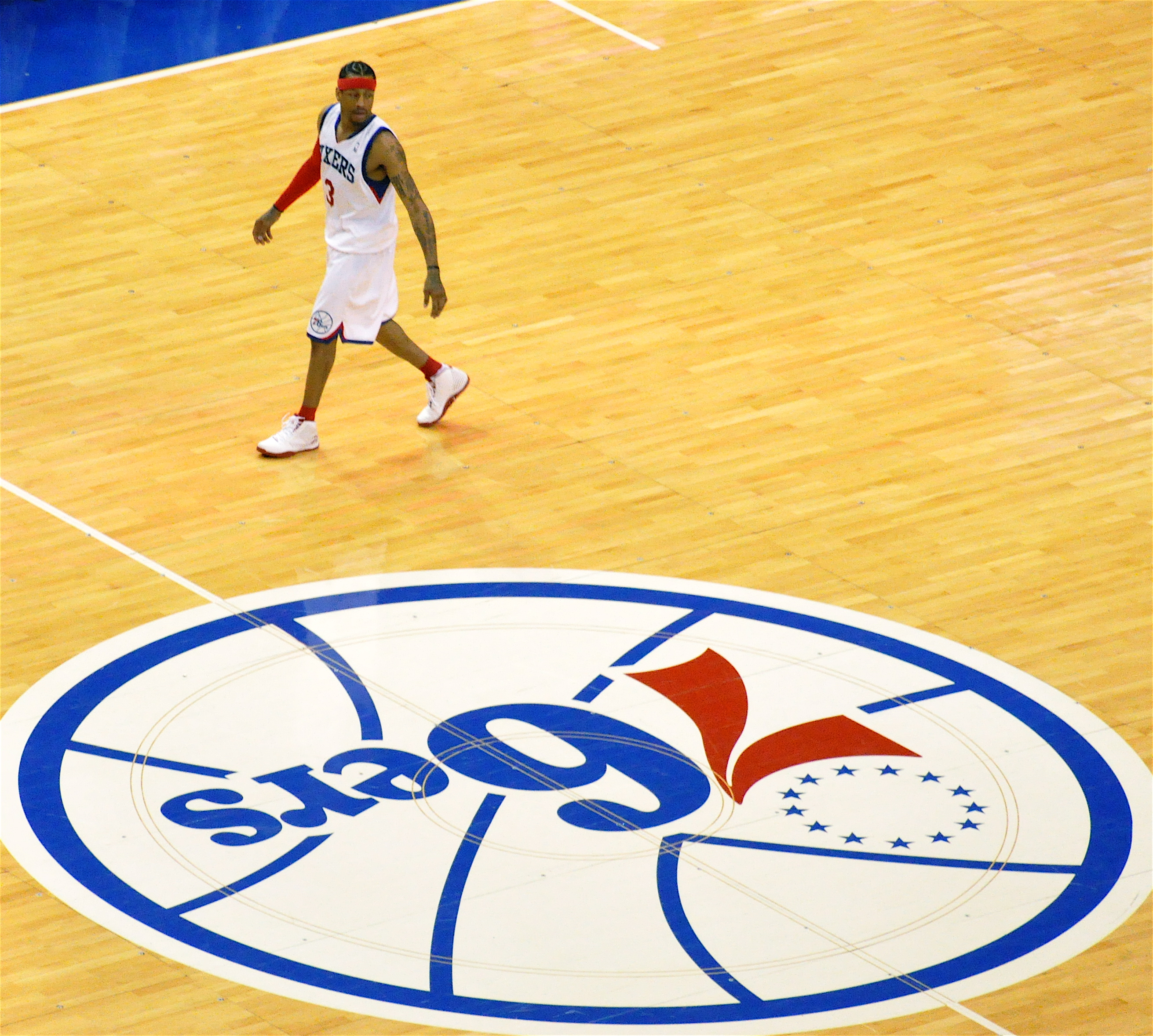
Iverson durante sua segunda passagem.

Após a derrota nos playoffs, Tony DiLeo retornou ao seu trabalho original, criando uma vaga de treinador. Em 1 de junho de 2009, o ex-treinador do Washington Wizards, Eddie Jordan, foi apresentado como o novo treinador dos 76ers. No draft de 2009, os Sixers selecionaram o armador de UCLA, Jrue Holiday, como a 17ª escolha geral. O período de entressafra também marcou o retorno do logotipo do 76ers de 1977–97, junto com uma quadra redesenhada e novos uniformes.
Em 2 de dezembro de 2009, os 76ers anunciaram que haviam assinado com Iverson por um ano. A equipe tinha um recorde de 5-13 na época e perderam Williams por pelo menos 30 partidas por lesão. Iverson fez sua "re-estréia" pelos 76ers contra o time que ele foi negociado, o Denver Nuggets, para uma ovação estrondosa do público lotado, marcando 11 pontos, com seis assistências e cinco rebotes.
No entanto, a euforia que saudou o retorno de Iverson aos 76ers desapareceu rapidamente. Em 22 de fevereiro, Iverson anunciou que deixaria o basquete indefinidamente para cuidar da doença de sua filha e, algumas semanas depois, os 76ers anunciaram que ele não voltaria pelo resto da temporada.
Os 76ers terminaram a temporada com um recorde de 27-55, sua primeira temporada de 50 derrotas desde 1998. A maioria citou a razão por trás disso como a incapacidade dos jogadores de jogar com Eddie Jordan. Horas depois do último jogo dos 76ers em Orlando em 14 de abril, a equipe demitiu Jordan. Ele foi o quarto técnico a ser demitido após uma temporada ou menos desde que Larry Brown deixou a equipe em 2003.
Em 20 de maio de 2010, o analista da TNT, Doug Collins, foi nomeado treinador principal dos 76ers. Collins jogou pelos Sixers durante toda a sua carreira na NBA depois de ter sido a primeira escolha geral no draft de 1973, e já havia treinado o Chicago Bulls, o Detroit Pistons e o Washington Wizards. Os 76ers tiveram a sexta melhor chance de receber a primeira escolha no draft de 2010 e conseguiram a segunda escolha geral. Eles usaram essa escolha para selecionar Evan Turner de Ohio State.

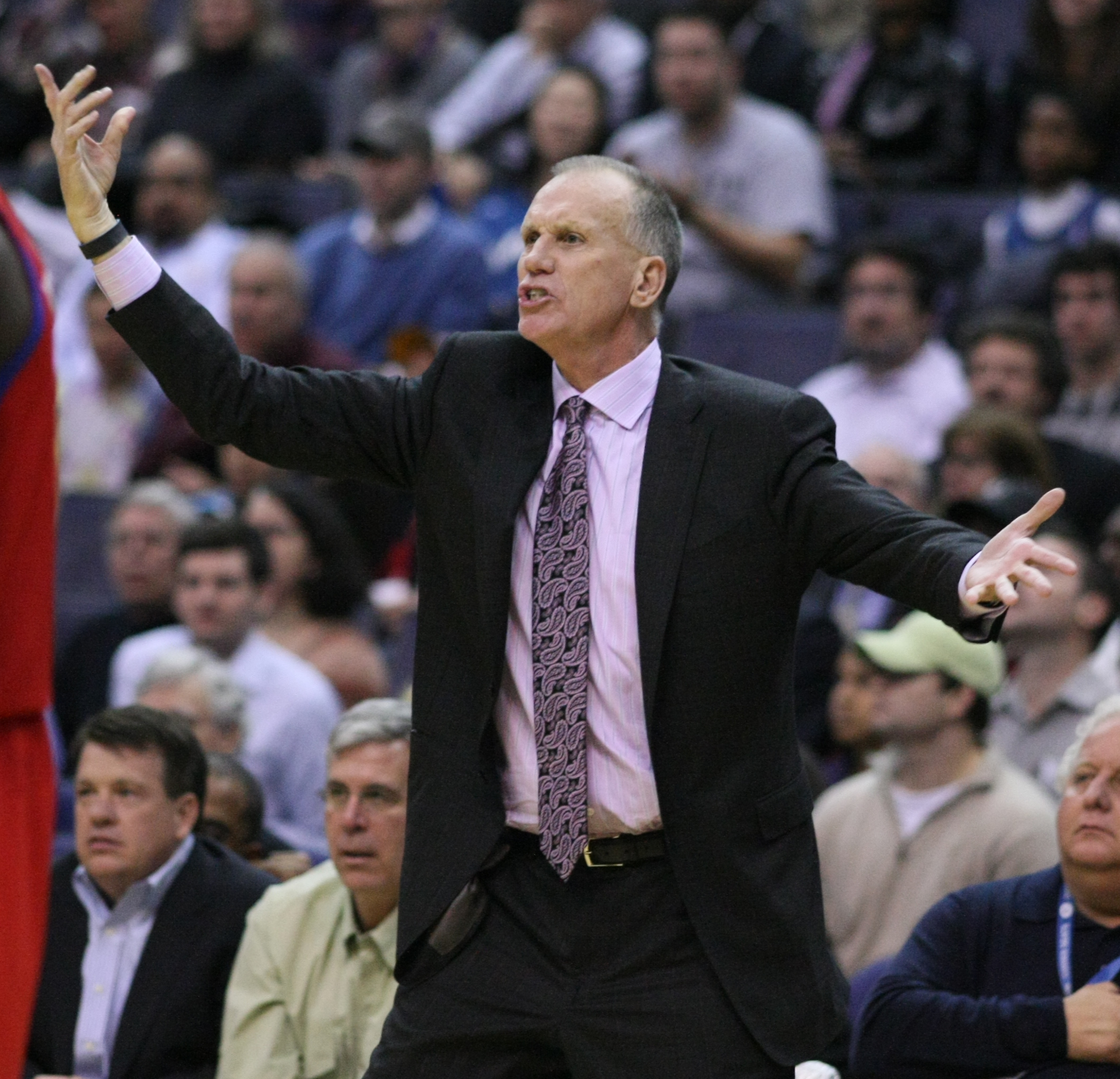
Depois de jogar pela equipe nos anos 70, Doug Collins foi contratado pelos 76ers como treinador principal em 2010.

Os Sixers começaram a temporada com uma marca pouco inspiradora de 3-13 mas melhoraram e terminaram a temporada com um recorde de 41-41. Em 1 de abril de 2011, eles conquistaram uma vaga nos playoffs, seu terceiro nos últimos quatro anos. Os 76ers enfrentaram o Miami Heat na primeira rodada e acabaram perdendo a série por 4-1. Doug Collins terminou em segundo lugar na votação para técnico do ano.
Em 13 de julho de 2011, a Comcast-Spectacor chegou a um acordo para vender os 76ers a um grupo de investimentos liderado pelo co-fundador da Apollo Global Management, Joshua Harris. O grupo de Harris pagou US $ 280 milhões pela franquia. O ator Will Smith (nativo da Filadélfia) e sua esposa Jada Pinkett Smith são notáveis proprietários de minorias. O novo grupo de proprietários decidiu manter o treinador Doug Collins e o presidente das operações de basquete, Rod Thorn. Ed Stefanski, que atuou como gerente geral da equipe desde 2007, foi dispensado de suas funções.
A temporada de 2011-12 foi adiada para dezembro devido as greves. Os Sixers tiveram seu melhor início desde a temporada de 2000-01 com um recorde de 20-9, batalhando pelo melhor recorde da Conferência Leste e assumindo uma liderança firme na divisão. No entanto, eles terminaram a temporada com um recorde de 35-31. Eles conquistaram sua quarta vaga nos playoffs nos últimos cinco anos no penúltimo jogo da temporada.
Nos playoffs, Philadelphia bateu o Chicago Bulls por 4-2 e ganhou sua primeira série desde 2003. Eles então enfrentaram seu rival, o Boston Celtics, na segunda rodada e foram eliminados por 4-3.
Em um esforço para se reforçar para a próxima temporada, os 76ers selecionaram Maurice Harkless e Arnett Moultrie (via troca com Miami) no draft de 2012. Os Sixers também assinaram com Nick Young e Kwame Brown.
Os Sixers começaram a temporada de 2012–13 com altas expectativas pelo crescimento dos jovens. Mas no final da temporada, Turner e Hawes, eram os únicos a jogar em todos os jogos durante a temporada. Os Sixers começaram a temporada com um recorde de 12-9, mas tropeçaram em um trecho difícil e não conseguiram se recuperar. Os Sixers terminaram a temporada com um recorde de 34-48, não indo para os playoffs pela primeira vez desde que Collins assumiu como treinador principal.
Em 18 de abril, Collins renunciou ao cargo de técnico dos 76ers, citando sua saúde em declínio e a necessidade de passar mais tempo com seus netos. Ele ficou como consultor da equipe. Logo depois, o gerente geral DiLeo havia "cortado os laços" com a equipe. Em 11 de maio, foi anunciado que Sam Hinkie, que já havia trabalhado no Houston Rockets, substituiria DiLeo como gerente geral. Em 8 de julho, foi anunciado que Adam Aron havia deixado o cargo de CEO e estava sendo substituído por Scott O'Neil. Aron manteve sua posição como co-proprietário da equipe.

### 2013–2016: Era "o processo"

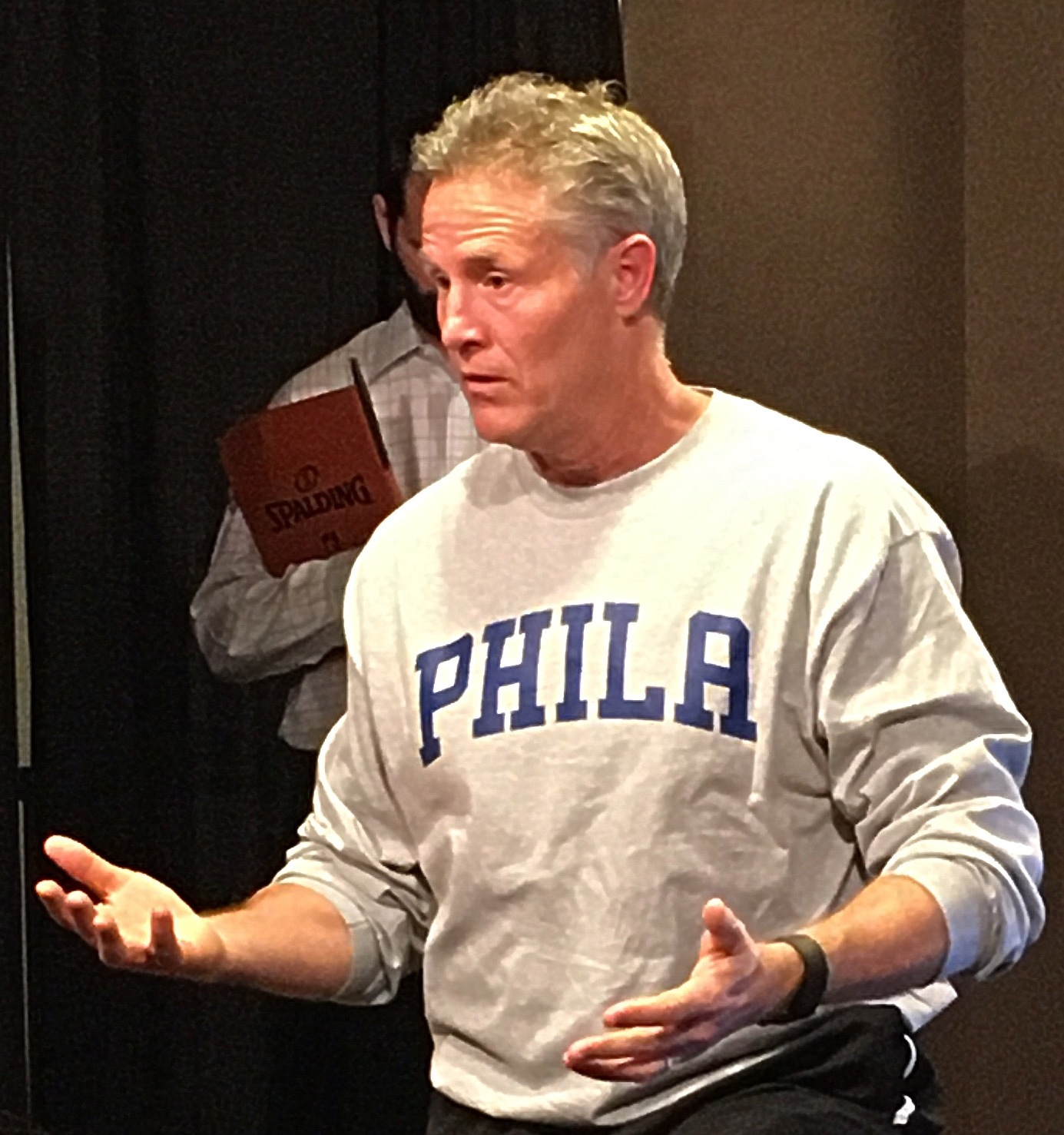
Brett Brown é o atual treinador dos 76ers

Após a temporada de 2012-13, os Sixers, liderado por Hinkie, optou por mudar a direção da reconstrução da franquia. Em uma entrevista, Tony Wroten se referiria à grande cultura de reconstrução em torno de Filadélfia como "O Processo". O primeiro passo deste novo plano foi executado durante o draft de 2013, quando os Sixers concordaram em negociar Jrue Holiday e a 42ª escolha no Draft, Pierre Jackson, com o New Orleans Pelicans por Nerlens Noel e a escolha de primeira rodada dos Pelicans. A troca foi vista por alguns como algo surpreendente, pois Holiday tinha sido o melhor jogador da equipe e estava saindo de uma temporada que o levou a fazer seu primeiro All-Star Game. Além disso, Noel estava se recuperando de uma lesão no ligamento cruzado anterior sofrida enquanto estava na universidade, indicando fortemente que ele não seria capaz de causar um impacto imediato para os Sixers. Os Sixers usaram a 11ª escolha no draft para selecionar Michael Carter-Williams. Os Sixers escolheram Arsalan Kazemi como a 54ª escolha geral, fazendo de Kazemi o primeiro iraniano escolhido no draft da NBA.
Os 76ers, previsto por muitos para terminar com o pior recorde na liga, tiveram um início de 3-0. No entanto, os Sixers tiveram uma série de 26 derrotas consecutivas e empatou o recorde de todos os tempos da NBA de mais derrotas em uma única temporada. Os Sixers terminaram a temporada com um recorde de 19-63, o terceiro pior da história da franquia. Apesar disso, os Sixers não tiveram o pior recorde na classificação geral da NBA: o Milwaukee Bucks terminou com um recorde de 15-67.
Carter-Williams liderou todos os novatos em pontos, rebotes, assistências e roubadas de bola, juntando-se a Magic Johnson e Oscar Robertson como os únicos novatos a fazer tal façanha. Ele também ganhou o prêmio de jogador da semana em sua primeira semana, sendo o segundo novato depois de Shaquille O'Neal a conseguir isso. Ele também ganhou o prêmio de Rookie of the Year.

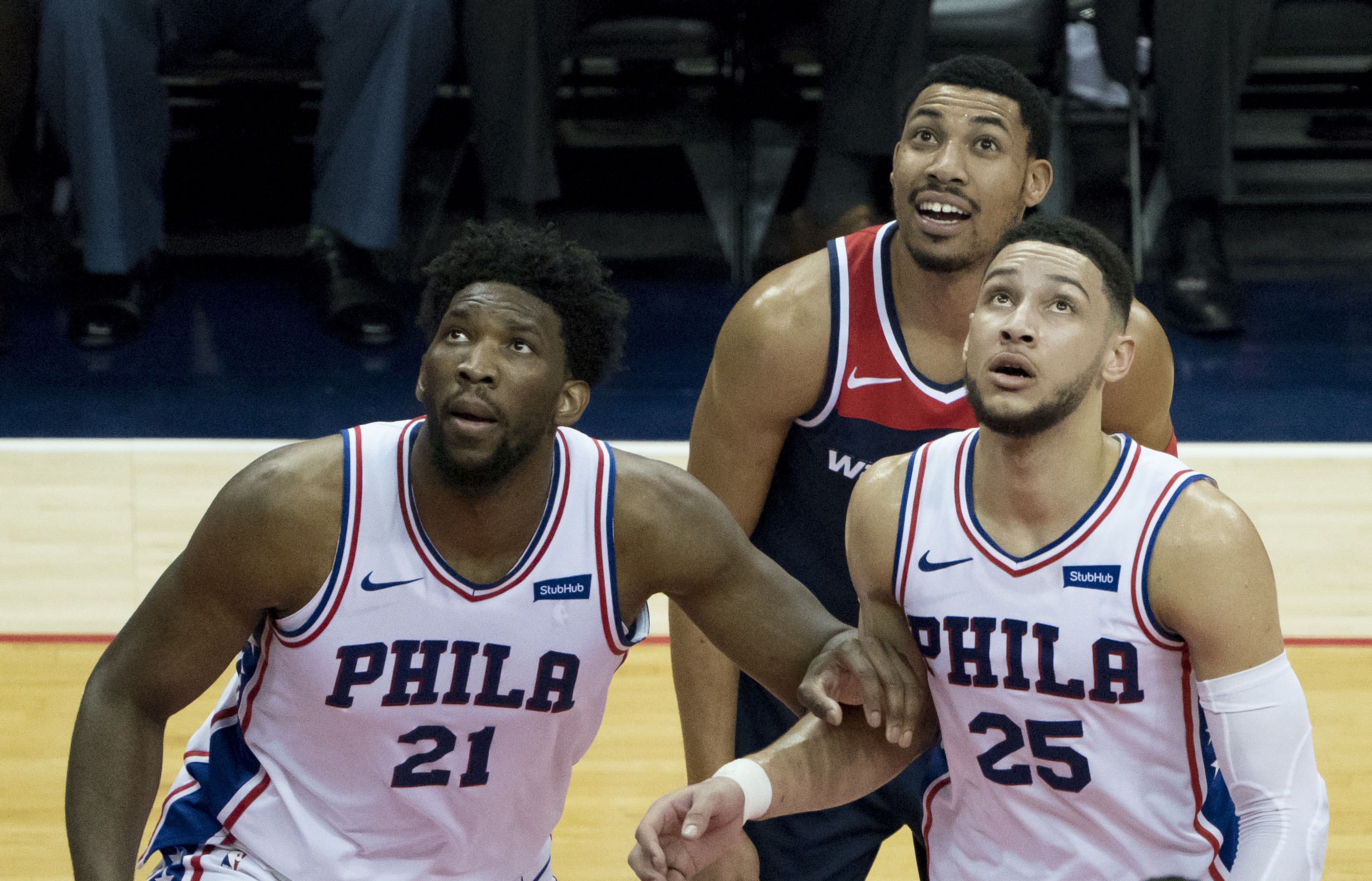
Joel Embiid e Ben Simmons são considerados centrais do futuro dos Sixers.

No draft de 2014, os Sixers selecionaram Joel Embiid como a terceira escolha geral e selecionou o croata Dario Šarić como a 12º escolha geral do draft. Não se esperava que qualquer perspectiva causasse um impacto imediato para os Sixers, já que Embiid estava se recuperando de uma fratura no osso navicular e Šarić provavelmente passaria um ou mais anos jogando na Liga Turca.
Em 29 de novembro de 2014, os 76ers perdeu para o Dallas Mavericks por 110-103 e com um recorde de 0-16, estabeleceu um recorde da franquia de mais derrotas em um começo de temporada. Depois de perder seu próximo jogo contra o San Antonio Spurs, os 76ers estavam prestes a empatar o recorde da NBA de 18 derrotas consecutivas no início de uma temporada, mas eles quebraram sua série de derrotas e venceram seu primeiro jogo da temporada de 2014-15 contra o Minnesota Timberwolves.
Os Sixers terminaram a temporada com um recorde de 18-64, empatado com o segundo pior recorde da história da franquia desde 1995-96. Apesar disso, os Sixers não tiveram o pior recorde na classificação geral da NBA: o Timberwolves se saiu pior com um recorde de 16-66 e o Knicks ficou em segundo com 17-65.

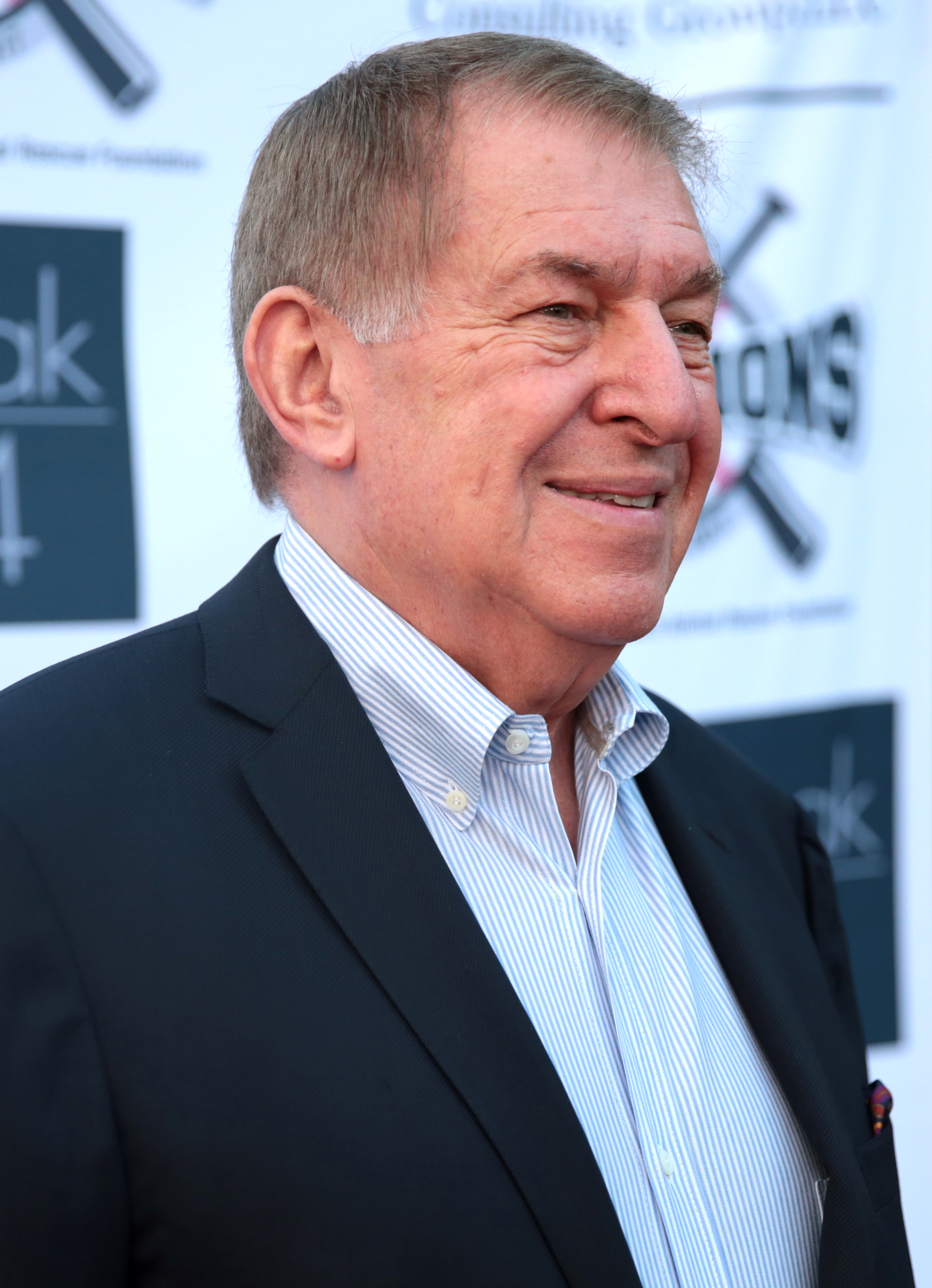
Jerry Colangelo foi contratado como Presidente das Operações de Basquete em 2015

Em 19 de maio, os 76ers foi premiado com a terceira escolha geral no draft de 2015 e selecionaram o pivô de Duke, Jahlil Okafor. Em 27 de novembro, os 76ers perderam para o Houston Rockets por 116-114, dando a eles uma sequência de 27 derrotas seguidas, que se tornou a maior sequência de derrotas em esportes profissionais.
Em 8 de dezembro, os 76ers anunciaram que contratariam Jerry Colangelo, Presidente do Conselho de Diretores da USA Basketball, como Presidente das Operações de Basquete. Na primeira jogada que a equipe fez depois de contratar Colangelo, eles trocaram duas escolhas de segunda rodada do draft com o New Orleans Pelicans em troca do armador Ish Smith. Depois de começar com um recorde de 1-30, os 76ers tiveram um recorde de 7-25 após a negociação. A equipe terminou a temporada com um recorde de 10-72.

### 2016–2020: Era Colangelo
Em 6 de abril de 2016, Sam Hinkie renunciou por meio de uma carta de 7.000 palavras. Em 10 de abril de 2016, Bryan Colangelo, filho de Jerry Colangelo, foi nomeado presidente das operações de basquete. A equipe  ganhou a primeira escolha no draft.
Em 23 de junho de 2016, a equipe selecionou o ala-armador de LSU, Ben Simmons. Os Sixers também selecionaram o francês Timothé Luwawu-Cabarrot e o turco Furkan Korkmaz com as 24ª e 26ª escolhas do draft de 2016. Muitos consideram o draft de 2016 um ponto de virada para o 76ers depois de três temporadas não competitivas. Os Sixers subsequentemente teve outra escolha número um no draft de 2017 e eles selecioaram Markelle Fultz.
Os 76ers terminaram temporada de 2017-18 em terceiro lugar na Conferência Leste com um recorde de 52-30 e conquistou um lugar nos playoffs, essa foi a temporada mais bem sucedida desde a temporada de 2011-12. A temporada também viu os 76ers chegarem ao recorde de 16 vitórias consecutivas. Na primeira rodada dos playoffs, os Sixers derrotaram o Heat por 4-1, vencendo sua primeira série de playoffs desde a temporada de 2011-12. Eles acabaram perdendo para o Boston Celtics por 4-1.
Após uma controvérsia envolvendo falsas contas no Twitter, os 76ers despediu o gerente geral Bryan Colangelo em 7 de junho de 2018. A equipe promoveu Elton Brand para ocupar o cargo de gerente geral em 18 de setembro de 2018.
Em 12 de novembro de 2018, os 76ers trocou Šarić, Robert Covington, Jerryd Bayless e uma escolha de segunda rodada do draft de 2022 para o Minnesota Timberwolves em troca de Jimmy Butler e Justin Patton.
Em 6 de fevereiro de 2019, os 76ers adquiriu Tobias Harris, Boban Marjanović e Mike Scott em uma troca com o Los Angeles Clippers. Eles enviaram Wilson Chandler, Mike Muscala, Landry Shamet, uma escolha de primeira rodada do draft de 2020 de Miami, as escolhas de primeira rodada do draft de 2021 e as escolhas de segunda rodada do draft de 2021 e 2023 de Detroit. Os 76ers terminaram a temporada como a terceira melhor campanha da confêrencia. Nos playoffs, eles venceram o Brooklyn Nets em cinco jogos na primeira rodada e enfrentaram o Toronto Raptors na segunda rodada. A série foi para sete jogos e Kawhi Leonard fez a cesta da vitória no Jogo 7 em Toronto.
Na inter-temporada, Jimmy Butler saiu para assinar com o Miami Heat em um negócio que trouxe Josh Richardson para a Filadélfia. A equipe também contratou Al Horford.
Em 25 de novembro de 2019, os 76ers fez história ao assinar uma parceria de apostas esportivas com a Fox Bet, a joint venture da operadora de jogos de azar online The Stars Group e da emissora Fox Sports. Embora a NBA tenha feito uma série de parcerias com operadoras de apostas após a decisão da Suprema Corte dos Estados Unidos de 2018 que derrubou a proibição federal de apostas, o acordo da Fox Bet marcou a primeira parceria entre uma operadora de apostas e uma equipe individual da NBA.
Os Sixers começou a temporada de 2019-20 com uma vitória em casa contra o Boston Celtics. Antes da temporada, eles eram considerados candidatos ao título, como foi nas últimas duas temporadas, especialmente com Kawhi Leonard deixando a conferência. Eles tiveram um dos piores recordes fora de casa da NBA, mas o melhor recorde em casa da liga com apenas 2 derrotas manteve o time à tona na corrida dos playoff.
Após a suspensão da temporada de 2019-20, os 76ers foi uma das 22 equipes convidadas para a Bolha da NBA. Os Sixers começaram a bolha com a sexta melhor campanha, empatados com o Indiana Pacers. A temporada regular terminou com os 76ers na sexta posição, uma queda notável em relação às duas temporadas anteriores. Na primeira rodada dos playoffs, os 76ers foram eliminado pelos Celtics por 4-0. O técnico Brett Brown foi demitido em 24 de agosto de 2020.

### 2020–Presente: Era Rivers-Morey
Em 3 de outubro de 2020, os 76ers contrataram Doc Rivers como seu novo treinador principal. Em 2 de novembro de 2020, os 76ers contrataram Daryl Morey para ser seu presidente de operações de basquete. Os 76ers tiveram um recorde de 49-23 e conquistaram o título da divisão pela primeira vez em 20 anos. Nos playoffs, eles derrotaram o Washington Wizards em cinco jogos mas perderam para o Atlanta Hawks nas semifinais da Conferência em sete jogos.

## Mascote

### Franklin, The Dog

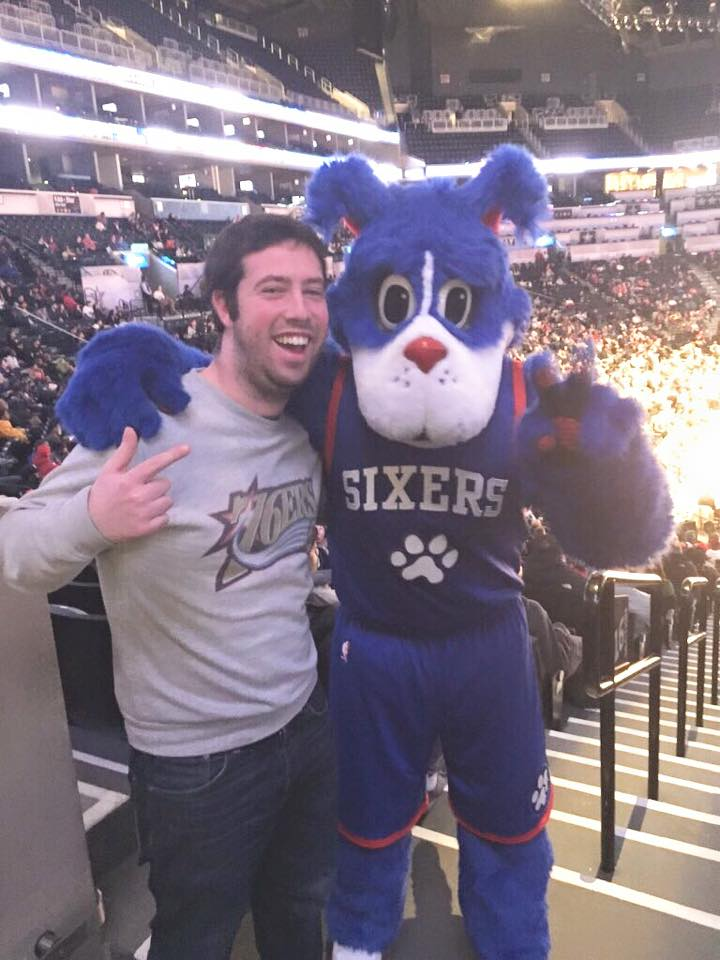
Franklin, o cão com um fã no NBA All-Star Game de 2015

Em 10 de fevereiro de 2015, Franklin, The Dog foi apresentado como o novo mascote do Philadelphia 76ers para 400 fãs e mídia no The Franklin Institute. Depois de passar o fim de semana em Nova York para o All-Star Game da NBA de 2015 como o mais novo mascote da NBA, ele foi apresentado no Wells Fargo Center em seu primeiro jogo em 19 de fevereiro de 2015.

## Rivalidades

### Boston Celtics
A rivalidade entre o 76ers e o Boston Celtics é a mais antiga rivalidade da NBA. As duas equipes jogaram um contra o outro em dezenove séries dos playoffs, das quais os Celtics ganharam doze. É considerada a segunda maior rivalidade da NBA, ao lado da rivalidade Celtics-Lakers. A rivalidade atingiu o auge quando Wilt Chamberlain e Bill Russell, dos Celtics, se enfrentaram de 1965 a 1968. Os Sixers de 1966-67, eleito o melhor time da história da liga durante o 35º aniversário da NBA, estabeleceu um recorde ao vencer 68 jogos em uma temporada de 81 jogos (um recorde desde que foi quebrado pelos Lakers, Bulls e Warriors) e o fim do reinado de oito anos de Boston que levou ao infame canto de "Boston's Dead!".
Os 76ers passaram por um período de reconstrução até o início dos anos 70, mas voltaram à relevância durante a temporada 1976-1977, na qual derrotaram os Celtics a caminho da aparição na Final. Ambas as equipes atingiriam o pico nos anos 80, com todos os campeonatos da Conferência Leste entre 1980 e 1987 pertencendo aos 76ers ou aos Celtics. Os Celtics liderados por Larry Bird ganharam cinco deles, enquanto os 76ers liderados por Julius Erving venceram os outros três. Os Sixers liderados por Charles Barkley no final da década de 1980 levaram a luta para o Celtics, no entanto nenhum dos times teve muito sucesso nos playoffs no final dos anos 80 e ambos sofreram profundas quedas nos rankings da Conferência Leste ao longo dos anos 90.

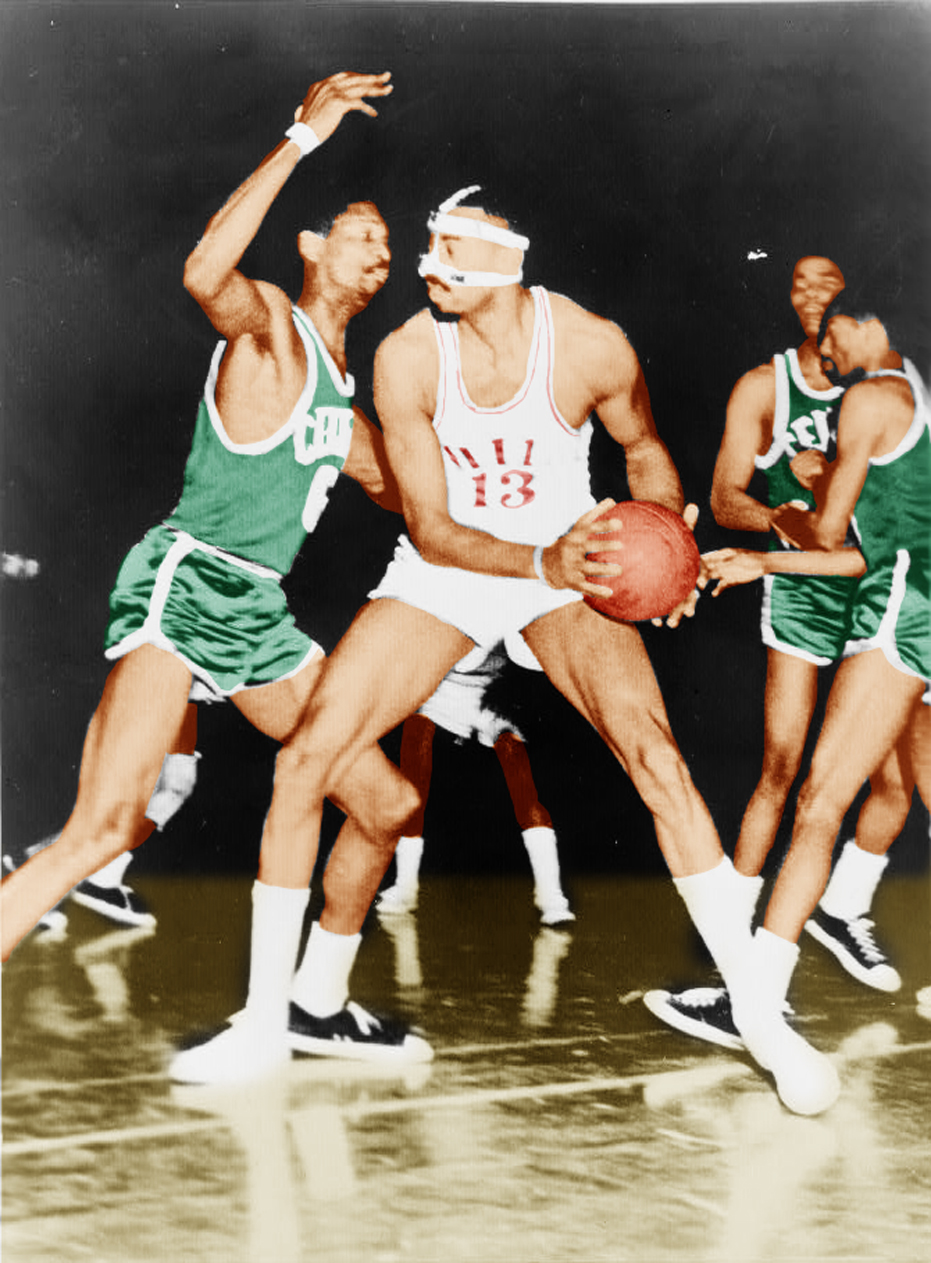
Wilt Chamberlain sendo defendido por Bill Russell, do Boston Celtics.

A rivalidade renasceu no novo milênio. Na primeira vez, os 76ers, campeões da Conferência Leste, liderados por Allen Iverson, foram derrotados na primeira rodada dos playoffs de 2002 pelo Celtics liderado por Paul Pierce. Na segunda vez, exatamente dez anos depois, os Big Three Celtics (Kevin Garnett, Paul Pierce e Ray Allen) derrotaram o valente time dos 76ers por 4-3.
Nos dez anos seguintes, os Sixers experimentariam um sucesso limitado, enquanto os Celtics ganhavam um campeonato e disputavam a maior parte desse período. Em uma memorável temporada regular de 2006, os 76ers derrotaram o Celtics por 125-124 em uma tripla prorrogação, com Iverson liderando com 33 pontos e 10 assistências.

## Instalações

### Arenas
- Convention Hall e Philadelphia Arena (1963-1967)
- The Spectrum (1967-1996)
- Wells Fargo Center (1996 – presente)

### Instalação de treinamento
A unidade de treinamento e a sede da 76ers para operações de basquete estão localizadas no Philadelphia 76ers Training Complex, em Camden, Nova Jersey. Em 2014, os 76ers anunciaram seus planos para construir um novo complexo de treinamento, que foi inaugurado oficialmente em 23 de setembro de 2016.
A equipe já havia praticado no campus do Philadelphia College of Osteopathic Medicine.

## Jogadores

### Números Aposentados

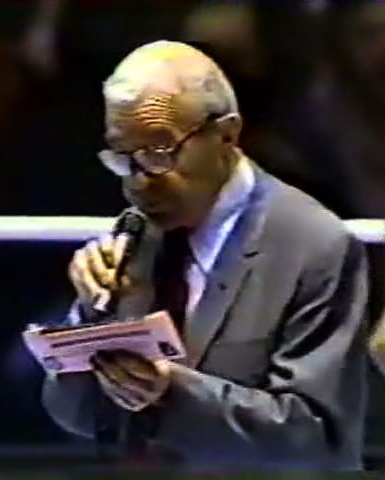
O ex-locutor dos 76ers, Dave Zinkoff.

Todos os números aposentados dos 76ers estão pendurados nas vigas do Wells Fargo Center
| No. | Jogadores        | Posições | Temporadas            | Data de aposentadoria  |
| --- | ---------------- | -------- | --------------------- | ---------------------- |
| 3   | Allen Iverson    | G        | 1996–2006 2009–2010   | 1 de Março de 2014     |
| 4   | Dolph Schayes    | F/C      | 1948–1964 1 7         | 12 de Março de 2016    |
| 6   | Julius Erving    | F        | 1976–1987             | 18 de Abril de 1988    |
| 10  | Maurice Cheeks   | G        | 1978–1989 2           | 6 de Fevereiro de 1995 |
| 13  | Wilt Chamberlain | C        | 1965–1968 3           | 18 de Março de 1991    |
| 15  | Hal Greer        | G        | 1963–1973 4           | 19 de Novembro de 1976 |
| 24  | Bobby Jones      | F        | 1978–1986             | 7 de Novembro de 1986  |
| 32  | Billy Cunningham | F        | 1965–1972 1974–1976 5 | 17 de Dezembro de 1976 |
| 34  | Charles Barkley  | F        | 1984–1992             | 30 de Março de 2001    |
|     | Dave Zinkoff     | Locutor  | 1963–1985 6           | 25 de Março de 1986    |

### Números não emitidos
- 2 – Moses Malone, C, 1982–1986 e 1993–1994. Em 1º de dezembro de 2015, os 76ers anunciaram que o número 2 de Malone seria aposentada no futuro.[170]

### Basketball Hall of Famers
| Philadelphia 76ers Basketball Hall of Famers | Philadelphia 76ers Basketball Hall of Famers | Philadelphia 76ers Basketball Hall of Famers | Philadelphia 76ers Basketball Hall of Famers | Philadelphia 76ers Basketball Hall of Famers |
| Jogadores                                    | Jogadores                                    | Jogadores                                    | Jogadores                                    | Jogadores                                    |
| No.                                          | Nome                                         | Posições                                     | Temporadas                                   | Introdução                                   |
| -------------------------------------------- | -------------------------------------------- | -------------------------------------------- | -------------------------------------------- | -------------------------------------------- |
| 455                                          | Dolph Schayes 1                              | F/C                                          | 1948–1964                                    | 1973                                         |
| 13                                           | Wilt Chamberlain                             | C                                            | 1965–1968                                    | 1979                                         |
| 15                                           | Hal Greer 2                                  | G/F                                          | 1958–1973                                    | 1982                                         |
| 15                                           | Al Cervi 3                                   | F/G                                          | 1948–1953                                    | 1985                                         |
| 32                                           | Billy Cunningham 4                           | F/C                                          | 1965–1972 1974–1976                          | 1986                                         |
| 6                                            | Julius Erving                                | F                                            | 1976–1987                                    | 1993                                         |
| 12                                           | George Yardley 5                             | F/G                                          | 1959–1960                                    | 1996                                         |
| 16                                           | Bailey Howell                                | F/G                                          | 1970–1971                                    | 1997                                         |
| 11                                           | Bob McAdoo                                   | F/C                                          | 1986                                         | 2000                                         |
| 2                                            | Moses Malone                                 | C/F                                          | 1982–1986 1993–1994                          | 2001                                         |
| 3234                                         | Charles Barkley 6                            | F/G                                          | 1984–1992                                    | 2006                                         |
| 25                                           | Chet Walker 2                                | F                                            | 1962–1969                                    | 2012                                         |
| 55                                           | Dikembe Mutombo                              | C                                            | 2001–2002                                    | 2015                                         |
| 3                                            | Allen Iverson                                | G                                            | 1996–2006 2009–2010                          | 2016                                         |
| 30                                           | George McGinnis                              | F                                            | 1975–1978                                    | 2017                                         |
| 10                                           | Maurice Cheeks                               | G                                            | 1978–1989                                    | 2018                                         |
| Treinadores                                  |                                              |                                              |                                              |                                              |
| Nome                                         | Nome                                         | Posições                                     | Temporadas                                   | Introdução                                   |
| Bennie Borgmann 7                            | Bennie Borgmann 7                            | Treinador                                    | 1946–1948                                    | 1961                                         |
| Jack Ramsay                                  | Jack Ramsay                                  | Treinador                                    | 1968–1972                                    | 1992                                         |
| Alex Hannum 8                                | Alex Hannum 8                                | Treinador                                    | 1960–1963 1966–1968                          | 1998                                         |
| Larry Brown                                  | Larry Brown                                  | Treinador                                    | 1997–2003                                    | 2002                                         |
| Contribuidores                               |                                              |                                              |                                              |                                              |
| Nome                                         | Nome                                         | Posições                                     | Temporadas                                   | Introdução                                   |
| Daniel Biasone 10                            | Daniel Biasone 10                            | —                                            | —                                            | 2000                                         |
| Earl Lloyd 9                                 | Earl Lloyd 9                                 | —                                            | —                                            | 2003                                         |
| Rod Thorn 11                                 | Rod Thorn 11                                 | —                                            | —                                            | 2018                                         |

### FIBA Hall of Famers
| Philadelphia 76ers Hall of Famers | Philadelphia 76ers Hall of Famers | Philadelphia 76ers Hall of Famers | Philadelphia 76ers Hall of Famers | Philadelphia 76ers Hall of Famers |
| Jogadores                         | Jogadores                         | Jogadores                         | Jogadores                         | Jogadores                         |
| No.                               | Nome                              | Posições                          | Temporadas                        | Introduções                       |
| --------------------------------- | --------------------------------- | --------------------------------- | --------------------------------- | --------------------------------- |
| 7                                 | Toni Kukoč                        | F                                 | 2000–2001                         | 2017                              |

## Estatísticas gerais
Estatísticas atualizadas em 21 de novembro de 2024.

### Jogos
| #   | Nome             | Período              | Jogos |
| --- | ---------------- | -------------------- | ----- |
| 1.  | Hal Greer        | 1963–1973            | 1,122 |
| 2.  | Dolph Schayes    | 1949–1964            | 996   |
| 3.  | Maurice Cheeks   | 1978–1989            | 853   |
| 4.  | Julius Erving    | 1976–1987            | 836   |
| 5.  | Red Kerr         | 1954–1965            | 834   |
| 6.  | Allen Iverson    | 1996–2007, 2009–2010 | 722   |
| 7.  | Al Bianchi       | 1956–1966            | 687   |
| 8.  | Steve Mix        | 1973–1982            | 668   |
| 9.  | Billy Cunningham | 1965–1972, 1974–1976 | 654   |
| 10. | Bobby Jones      | 1978–1986            | 617   |

### Pontos
| #   | Nome             | Período              | Pontos |
| --- | ---------------- | -------------------- | ------ |
| 1.  | Hal Greer        | 1963–1973            | 21,586 |
| 2.  | Allen Iverson    | 1996–2007, 2009–2010 | 19,931 |
| 3.  | Dolph Schayes    | 1949–1964            | 18,438 |
| 4.  | Julius Erving    | 1976–1987            | 18,364 |
| 5.  | Charles Barkley  | 1984–1992            | 14,184 |
| 6.  | Billy Cunningham | 1965–1972, 1974–1976 | 13,626 |
| 7.  | Joel Embiid      | 2016–                | 12,523 |
| 8.  | Red Kerr         | 1954–1965            | 11,699 |
| 9.  | Maurice Cheeks   | 1978–1989            | 10,429 |
| 10. | Andre Iguodala   | 2004–2012            | 9,422  |

### Rebotes
| #   | Nome             | Período              | Rebotes |
| --- | ---------------- | -------------------- | ------- |
| 1.  | Dolph Schayes    | 1949–1964            | 11,256  |
| 2.  | Red Kerr         | 1954–1965            | 9,506   |
| 3.  | Charles Barkley  | 1984–1992            | 7,079   |
| 4.  | Billy Cunningham | 1965–1972, 1974–1976 | 6,638   |
| 5.  | Wilt Chamberlain | 1964–1968            | 6,632   |
| 6.  | Hal Greer        | 1963–1973            | 5,665   |
| 7.  | Julius Erving    | 1976–1987            | 5,601   |
| 8.  | Joel Embiid      | 2016–                | 4,987   |
| 9.  | Samuel Dalembert | 2001–02, 2003–2010   | 4,844   |
| 10. | Luke Jackson     | 1964–1972            | 4,613   |

### Assistências
| #   | Nome             | Período              | Assistências |
| --- | ---------------- | -------------------- | ------------ |
| 1.  | Maurice Cheeks   | 1978–1989            | 6,212        |
| 2.  | Hal Greer        | 1963–1973            | 4,540        |
| 3.  | Allen Iverson    | 1996–2007, 2009–2010 | 4,385        |
| 4.  | Julius Erving    | 1976–1987            | 3,224        |
| 5.  | Dolph Schayes    | 1949–1964            | 3,072        |
| 6.  | Andre Iguodala   | 2004–2012            | 2,991        |
| 7.  | Eric Snow        | 1997–2004            | 2,965        |
| 8.  | Larry Costello   | 1957–1968            | 2,901        |
| 9.  | Billy Cunningham | 1965–1972, 1974–1976 | 2,625        |
| 10. | Paul Seymour     | 1949–1960            | 2,335        |

## Treinadores
|                    |                   |                                              | Regular season | Regular season | Regular season | Regular season | Playoffs | Playoffs | Playoffs | Playoffs |                                                   |             |
| #                  | Nome              | Período                                      | J              | V              | D              | %              | J        | V        | D        | %        | Conquistas                                        | Referências |
| Syracuse Nationals |                   |                                              |                |                |                |                |          |          |          |          |                                                   |             |
| 1                  | Al Cervi^         | 1949–1953 (como jogador-treinador) 1953–1956 | 495            | 294            | 201            | .594           | 60       | 34       | 26       | .567     | 1 Título (1955)                                   | [ 172 ]     |
| 2                  | Paul Seymour      | 1956–1960 (como jogador-treinador)           | 279            | 155            | 124            | .556           | 20       | 9        | 11       | .450     |                                                   | [ 173 ]     |
| 3                  | Alex Hannum       | 1960–1963                                    | 239            | 127            | 112            | .531           | 18       | 8        | 10       | .444     |                                                   | [ 174 ]     |
| Philadelphia 76ers |                   |                                              |                |                |                |                |          |          |          |          |                                                   |             |
| 4                  | Dolph Schayes     | 1963–1964 (como jogador-treinador) 1964–1966 | 240            | 129            | 111            | .538           | 21       | 9        | 12       | .429     | Treinador do Ano da NBA de 1965–66                | [ 176 ]     |
| —                  | Alex Hannum       | 1966–1968                                    | 163            | 130            | 33             | .798           | 28       | 18       | 10       | .643     | 1 Título (1967)                                   | [ 174 ]     |
| 5                  | Jack Ramsay       | 1968–1972                                    | 328            | 174            | 154            | .530           | 17       | 5        | 12       | .294     | Um dos 10 melhores treinadores da história da NBA | [ 178 ]     |
| 6                  | Roy Rubin*        | 1972–1973                                    | 51             | 4              | 47             | .078           | —        | —        | —        | —        |                                                   | [ 179 ]     |
| 7                  | Kevin Loughery    | 1973 (como jogador-treinador)                | 31             | 5              | 26             | .161           | —        | —        | —        | —        |                                                   | [ 180 ]     |
| 8                  | Gene Shue         | 1973–1977                                    | 334            | 157            | 177            | .470           | 22       | 11       | 11       | .500     |                                                   | [ 181 ]     |
| 9                  | Billy Cunningham* | 1977–1985                                    | 650            | 454            | 196            | .698           | 105      | 66       | 39       | .629     | 1 Título (1983)                                   | [ 182 ]     |
| 10                 | Matt Guokas       | 1985–1988                                    | 207            | 119            | 88             | .575           | 17       | 8        | 9        | .471     |                                                   | [ 183 ]     |
| 11                 | Jim Lynam         | 1988–1992                                    | 367            | 194            | 173            | .529           | 21       | 8        | 13       | .381     |                                                   | [ 184 ]     |
| 12                 | Doug Moe          | 1992–1993                                    | 56             | 19             | 37             | .339           | —        | —        | —        | —        |                                                   | [ 185 ]     |
| 13                 | Fred Carter*      | 1993–1994                                    | 108            | 32             | 76             | .296           | —        | —        | —        | —        |                                                   | [ 186 ]     |
| 14                 | John Lucas        | 1994–1996                                    | 164            | 42             | 122            | .256           | —        | —        | —        | —        |                                                   | [ 187 ]     |
| 15                 | Johnny Davis      | 1996–1997                                    | 82             | 22             | 60             | .268           | —        | —        | —        | —        |                                                   | [ 188 ]     |
| 16                 | Larry Brown       | 1997–2003                                    | 460            | 255            | 205            | .554           | 58       | 28       | 30       | .483     | Treinador do Ano da NBA de 2000–01                | [ 189 ]     |
| 17                 | Randy Ayers       | 2003–2004                                    | 52             | 21             | 31             | .404           | —        | —        | —        | —        |                                                   | [ 190 ]     |
| 18                 | Chris Ford        | 2004                                         | 30             | 12             | 18             | .400           | —        | —        | —        | —        |                                                   | [ 191 ]     |
| 19                 | Jim O'Brien       | 2004–2005                                    | 82             | 43             | 39             | .524           | 5        | 1        | 4        | .200     |                                                   | [ 192 ]     |
| 20                 | Maurice Cheeks    | 2005–2008                                    | 246            | 113            | 133            | .459           | 6        | 2        | 4        | .333     |                                                   | [ 193 ]     |
| 21                 | Tony DiLeo        | 2008–2009                                    | 59             | 32             | 27             | .542           | 6        | 2        | 4        | .333     |                                                   | [ 194 ]     |
| 22                 | Eddie Jordan      | 2009–2010                                    | 82             | 27             | 55             | .329           | —        | —        | —        | —        |                                                   | [ 195 ]     |
| 23                 | Doug Collins      | 2010–2013                                    | 230            | 110            | 120            | .478           | 18       | 8        | 10       | .444     |                                                   | [ 196 ]     |
| 24                 | Brett Brown       | 2013–2020                                    | 565            | 221            | 344            | .391           | 26       | 12       | 14       | .462     |                                                   | [ 197 ]     |
| 25                 | Doc Rivers        | 2020–2024                                    | 236            | 154            | 82             | .652           | 35       | 20       | 15       | .571     |                                                   | [ 198 ]     |
| 26                 | Nick Nurse        | 2024–Presente                                | 96             | 49             | 47             | .510           | 6        | 2        | 4        | .333     |                                                   | [ 199 ]     |

## eSports
Em setembro de 2016, o 76ers adquiriu a Team Dignitas e a Apex Gaming e as uniu sob a marca Dignitas, tornando-se a primeira equipe esportiva profissional norte-americana a ter uma equipe de eSports.